# Figuren aus Breaking Bad
Dies ist eine Liste der Figuren der Fernsehserie Breaking Bad.

## Hauptfiguren

### Walter White

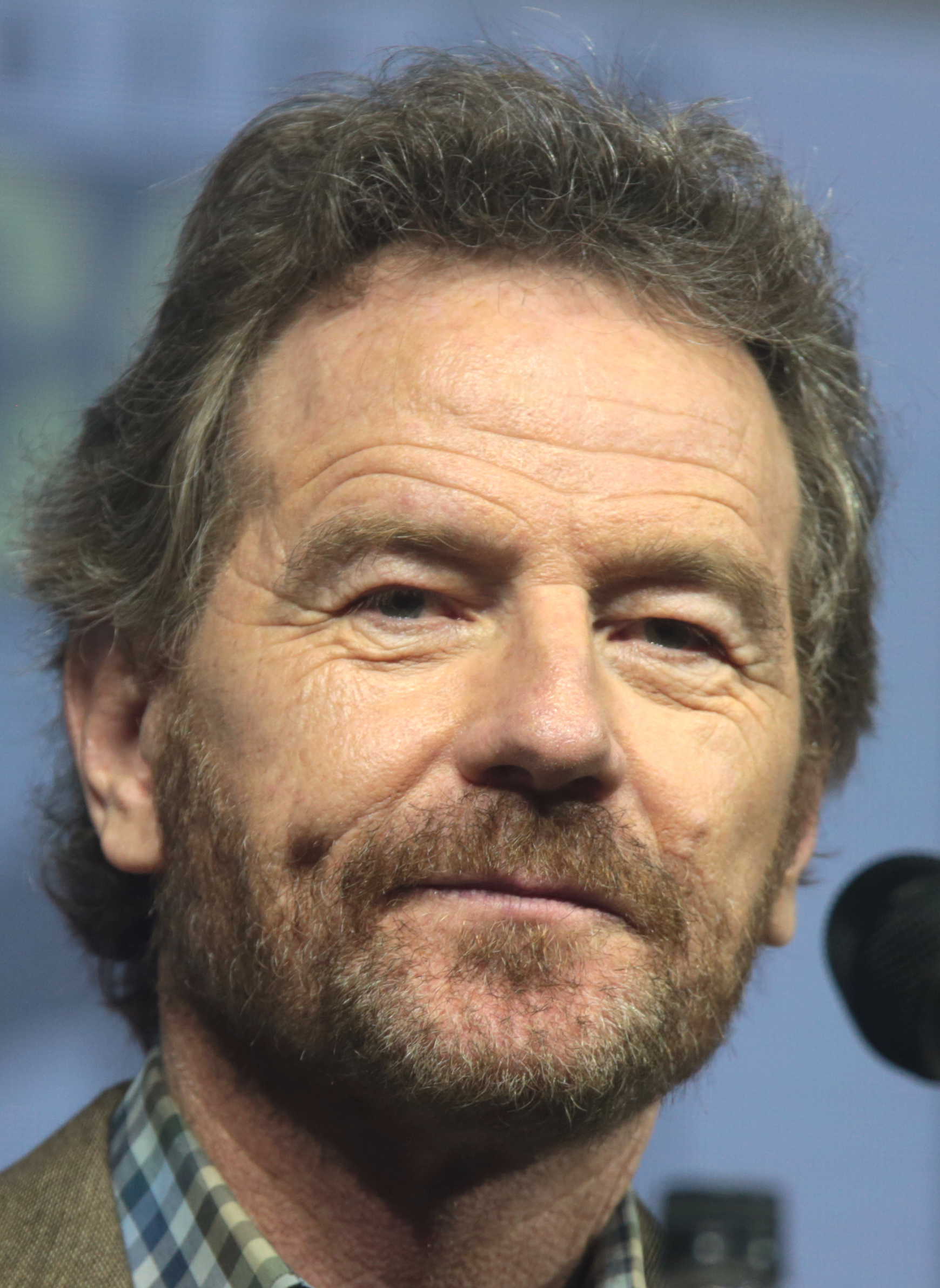
Bryan Cranston (2018)

Walter „Walt“ Hartwell White (Bryan Cranston) ist ein überqualifizierter High-School-Chemielehrer aus Albuquerque, New Mexico, bei dem im Alter von 50 Jahren Lungenkrebs festgestellt wird. Aufgrund der Diagnose beginnt er, die Droge Crystal Meth herzustellen, um mit dem Erlös die von seiner Krankenkasse nicht finanzierte Behandlung zu bezahlen und nötigenfalls über seinen eventuellen Tod hinaus für die finanzielle Sicherheit seiner Familie zu sorgen.
Walter wuchs ab seinem siebten Lebensjahr als Halbwaise auf, nachdem sein Vater an der Huntington-Krankheit gestorben war. Da diese vererbbar ist, fürchtete seine Mutter, dass es auch bei Walter zu einem Ausbruch kommen könnte, was nach Untersuchungen ausgeschlossen wurde. Zusammen mit seinem Kommilitonen Elliot Schwartz gründete er nach dem Studium Gray Matter Technologies. Während Walter als genialer Chemiker eher die wissenschaftlichen Lösungen beisteuerte, managte Elliot die wirtschaftlichen Probleme, die sich ihnen stellten. Nachdem er die Beziehung zu seiner Laborassistentin Gretchen beendet, lernt er Skyler Lambert kennen und heiratet sie später. Als Skyler schwanger wird, lässt sich Walter von Elliot auszahlen; für 5.000 Dollar gibt er seine Gründeranteile am Unternehmen ab und nimmt eine Stelle als Chemielehrer an. Die Firma schafft es in den folgenden Jahren an die Weltspitze und hat zuletzt einen Wert von über zwei Milliarden US-Dollar, über den sich Walter regelmäßig auf dem Laufenden hält.
Anfangs ist Walter eine sehr schwache Persönlichkeit, die kaum Autorität ausüben kann. Um seine Rechnungen zu bezahlen, muss er neben seinem Job als Lehrer noch in einer Autowaschanlage arbeiten, wo er sich von seinem Chef Bogdan regelmäßig zu Überstunden überreden lässt. Von seinem Schwager Hank, einem DEA-Agenten, wird Walter mit gutmütiger Herablassung behandelt. Mit der Kenntnis seiner Krebserkrankung wird Walter jedoch erheblich waghalsiger und tritt selbstbewusster auf, da er erkennt, nur noch wenig zu verlieren zu haben. Nach eigenen Angaben kann er daraufhin seit Jahren zum ersten Mal wieder richtig schlafen.
Zu Beginn der Serie setzt Walter Gewalt äußerst zögerlich ein. Mit der Zeit hat er aber immer weniger Probleme damit, kriminelle Handlungen durchzuführen. Dennoch empfindet er bis zu seinem Tod Skrupel bei Gewaltanwendung, auch wenn er diese immer besser unterdrücken kann. Unter dem Pseudonym Heisenberg (benannt nach dem deutschen Physik-Nobelpreisträger Werner Heisenberg) macht sich Walter auf dem Methamphetamin-Schwarzmarkt einen Namen. Mit der Zeit entwickelt er Stolz auf seine Fähigkeit, Menschen zu manipulieren und seine Konkurrenten aus dem Weg zu räumen. Mittels seiner fundierten Chemiekenntnisse kann er Probleme oft unkonventionell und doch effektiv aus dem Weg räumen. Das reicht von der Synthese von Monophosphan und Knallquecksilber über die Extraktion von Rizin bis zum Bau einer Selbstschussanlage. Walters Aufstieg in der kriminellen Unterwelt entfremdet ihn zunehmend von seiner Familie. Dennoch bleibt er ihr gegenüber loyal und sorgt sich auch um Hank, obwohl dieser mit seinen Ermittlungen eine Gefahr für ihn darstellt.
Walter stirbt in der letzten Episode an einer Schussverletzung durch seine eigens angefertigte Selbstschussanlage.

### Skyler White

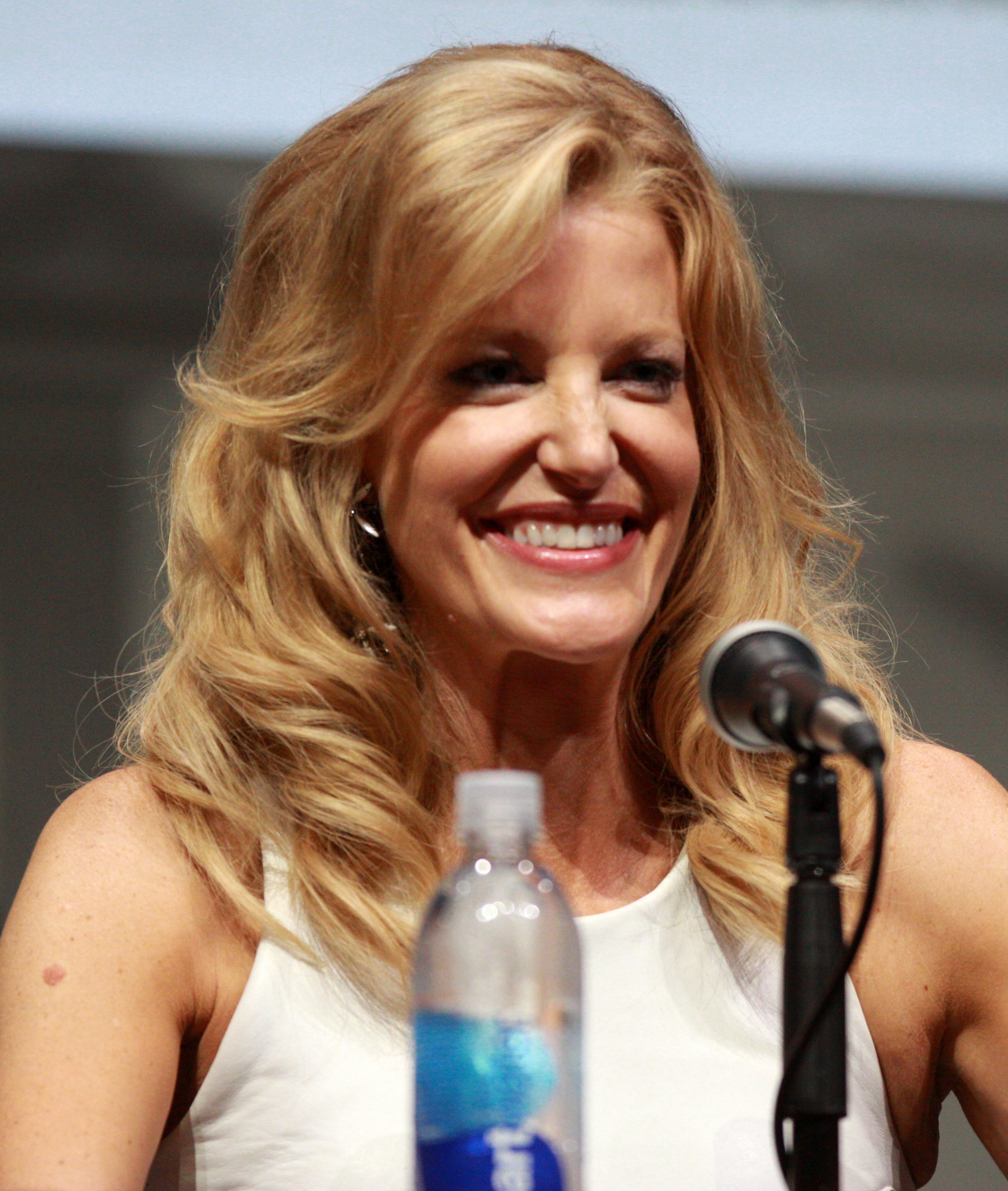
Anna Gunn (2013)

Walters Frau Skyler White (Anna Gunn), Mutter von dessen Sohn Walter Junior und später auch seiner Tochter Holly, mit der sie zu Beginn der Serie schwanger ist, hatte als ausgebildete Buchhalterin verschiedene, größtenteils kleinere Jobs. Walter lernte sie kennen, als sie in einem Diner gegenüber von seinem damaligen Arbeitgeber als Hostess arbeitete, nach ihrer Heirat schrieb sie auch Kurzgeschichten und verkaufte Kleinartikel auf eBay. Schon einige Zeit zuvor war sie in ihrem gelernten Beruf bei Beneke Fabricators tätig, wo sie eine Affäre mit dem Geschäftsführer hatte, der sie im Verlauf der zweiten Staffel wieder einstellt. Sie sorgt sich sehr um Walter, entfremdet sich jedoch aufgrund seiner Heimlichtuerei und ungeklärten Abwesenheiten, die aufgrund seiner kriminellen Aktivitäten entstehen, von ihm. Nachdem Walter ihr seine illegalen Aktivitäten offenbart hat, hilft sie ihm, indem sie in der zu diesem Zweck gekauften Waschanlage, in der zur Tarnung Autos, in Wirklichkeit jedoch hauptsächlich Walters Drogengelder gewaschen werden, die Geschäftsführung übernimmt. Trotz des Wissens, dass ihr Mann im Drogengeschäft über Leichen geht, sorgt sich Skyler um Walter und bewahrt ihrer Schwester und deren Ehemann Hank gegenüber Stillschweigen. Durch die Zusammenarbeit bei der Geldwäsche kommt sie Walter wieder näher, wird sich aber auch Walters Skrupellosigkeit bewusst, die sie abstößt und zunehmend verängstigt. Nach Walters Flucht und dessen Enttarnung als Heisenberg zieht sie notgedrungen mit Walter Junior und Holly in eine kleine Mietwohnung und arbeitet daraufhin als Teilzeitkraft in einem Taxiunternehmen. Durch Walters Hilfe gelingt ein Deal mit der Staatsanwaltschaft, sodass die Verfahren gegen sie eingestellt werden.

### Jesse Pinkman

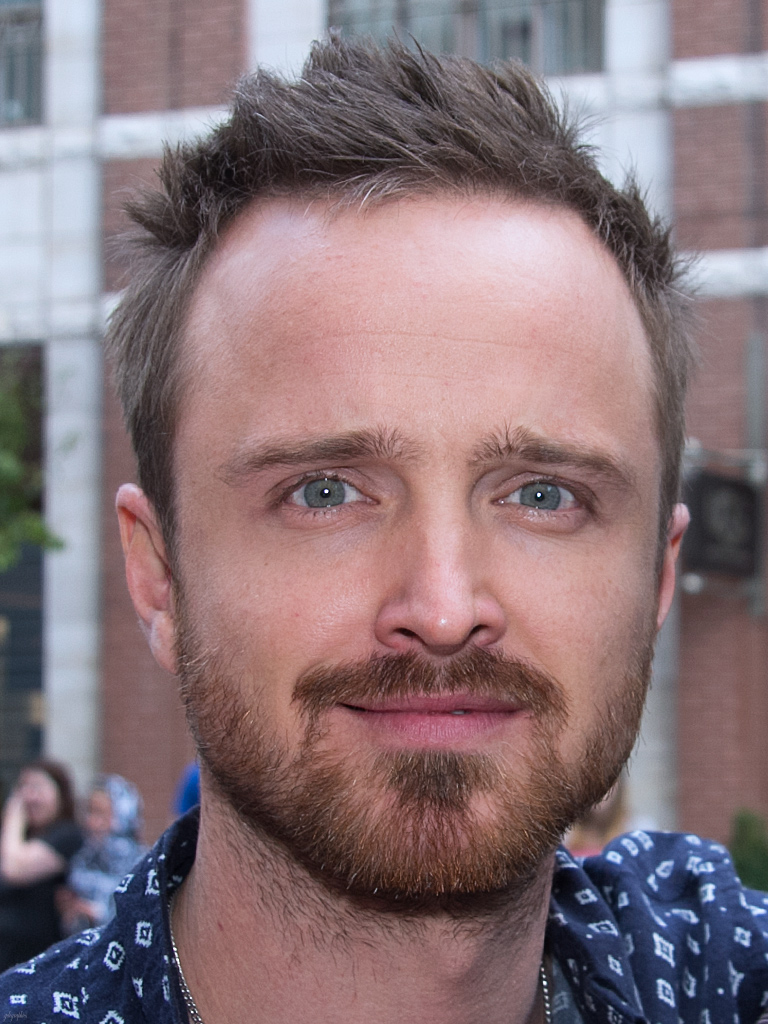
Aaron Paul (2012)

Jesse Bruce Pinkman (Aaron Paul) ist Walters ehemaliger Schüler und nun sein Kompagnon im Drogengeschäft. Er wuchs in guten Verhältnissen auf, wurde jedoch von seinen Eltern wegen seiner Drogensucht vor die Tür gesetzt. Danach zog er zu seiner Tante, die er bis zu ihrem Tod pflegte, und blieb auch anschließend in ihrem Haus wohnen, das sie ihm seiner Meinung nach vererbt hat. Er hat einen jüngeren Bruder, zu dem er ein gutes Verhältnis hat. Jesse lernt mit der Zeit, auch selbst Initiative zu zeigen, anstatt nur zu reagieren, was jedoch nicht immer positive Auswirkungen hat. Als sich die beiden gegenseitig mehrmals das Leben retten, entwickelt sich zwischen Jesse und Walter eine Vater-Sohn-Beziehung. Jedoch leidet das Vertrauen zwischen den beiden, als Jesse klar wird, dass Walter auch ihn häufig für seine Zwecke manipuliert. Durch die zunehmende Erfahrung, die er in der Zusammenarbeit mit Walter erlangt, wird Jesse seinem ehemaligen Lehrer als Methamphetamin-Koch immer ebenbürtiger. Als er erfährt, dass Walter den Sohn seiner Freundin Andrea für seine Zwecke in Gefahr gebracht hat, wendet sich Jesse endgültig gegen Walter und versucht, ihn durch Kooperation mit der DEA zur Strecke zu bringen. Nachdem er für einen längeren Zeitraum von Todd als Sklave zum Methkochen gezwungen worden ist, kann er dank Walter seiner Gefangenschaft entkommen. In El Camino: Ein „Breaking Bad“-Film wird gezeigt, wie Jesse schließlich nach Alaska entkommt.

### Hank Schrader

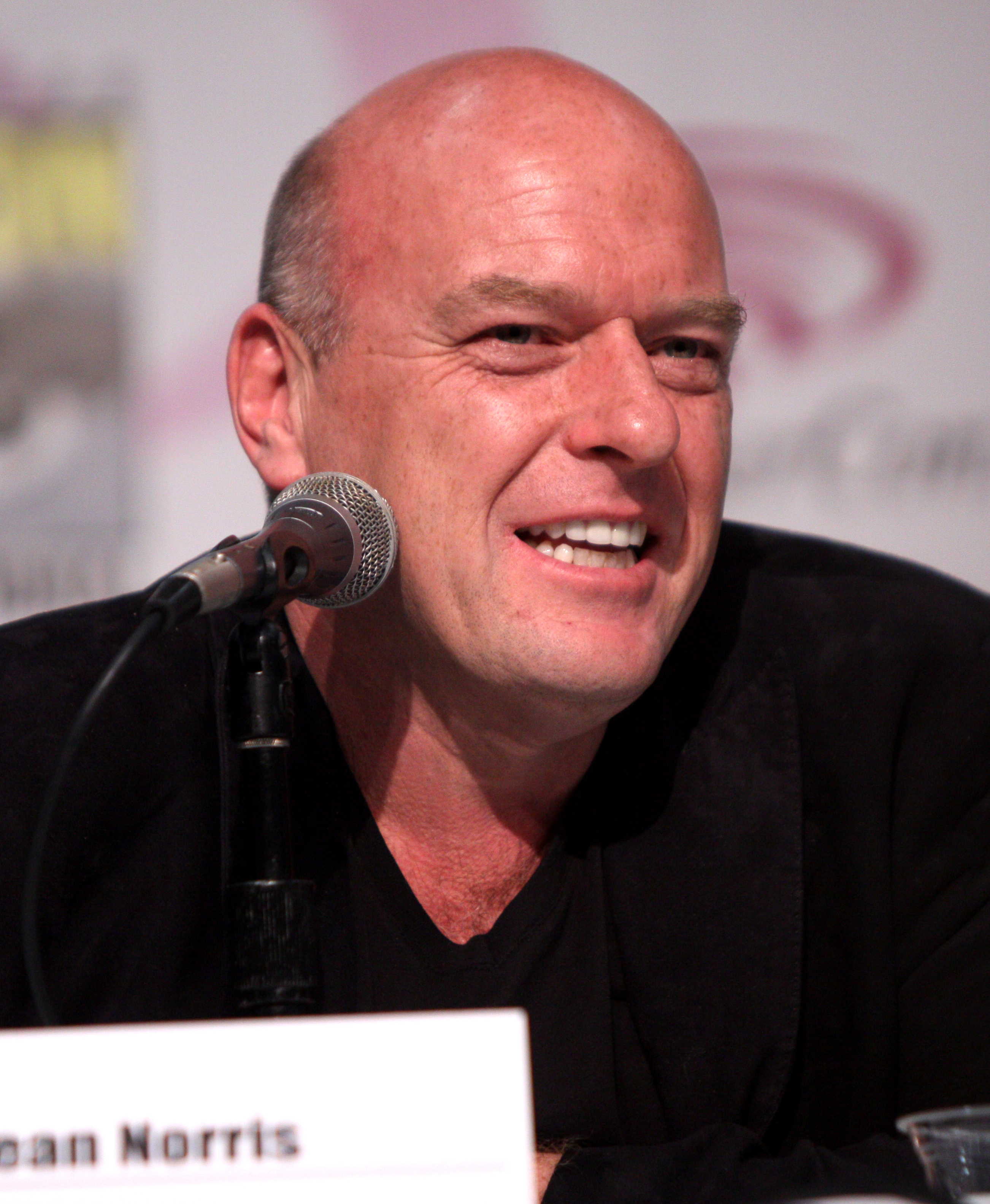
Dean Norris (2012)

Henry R. „Hank“ Schrader (Dean Norris) ist ein draufgängerischer, etwas rüpelhafter, dabei aber erfolgreicher Ermittler der DEA und Walters Schwippschwager. Mit viel Ehrgeiz fahndet er nach Heisenberg, jedoch lange Zeit ohne zu ahnen, dass es sich hierbei um Walter handelt. Nach einem missglückten Mordversuch durch Tucos Cousins, die Zwillingsbrüder Leonel und Marco Salamanca, ist er zunächst gelähmt, kann sich aber aufgrund einer teuren Physiotherapie, welche ohne Hanks Wissen aus Walters Drogengeld finanziert wird, wieder aufraffen und lernt erneut zu laufen, auch wenn er seine frühere Beweglichkeit nicht mehr erreicht. Hank wirkt vor allem am Anfang der Serie oft grob und etwas primitiv, was auch an seiner ordinären Ausdrucksweise liegt. Dahinter verbirgt sich jedoch ein vor allem in kriminaltechnischen Angelegenheiten brillanter Verstand. In der Mitte der fünften Staffel identifiziert er Walt als Heisenberg. Aus Angst, selbst verstrickt zu werden, beschließt er gemeinsam mit seinem Kollegen und engen Freund Steven Gomez, auf eigene Faust zu ermitteln. Zwar können die beiden Walter mit einem Trick dazu bringen, dessen Geldversteck in der Wüste aufzusuchen, und ihn dort zu verhaften, werden allerdings kurz darauf von Jack und seiner Gang erschossen, die zuvor von Walter herbeigerufen worden waren und sich von ihm auch nicht mehr stoppen ließen, nachdem er seinen Schwager erkannt hatte. Seine Leiche wird in der Wüste verscharrt.

### Marie Schrader

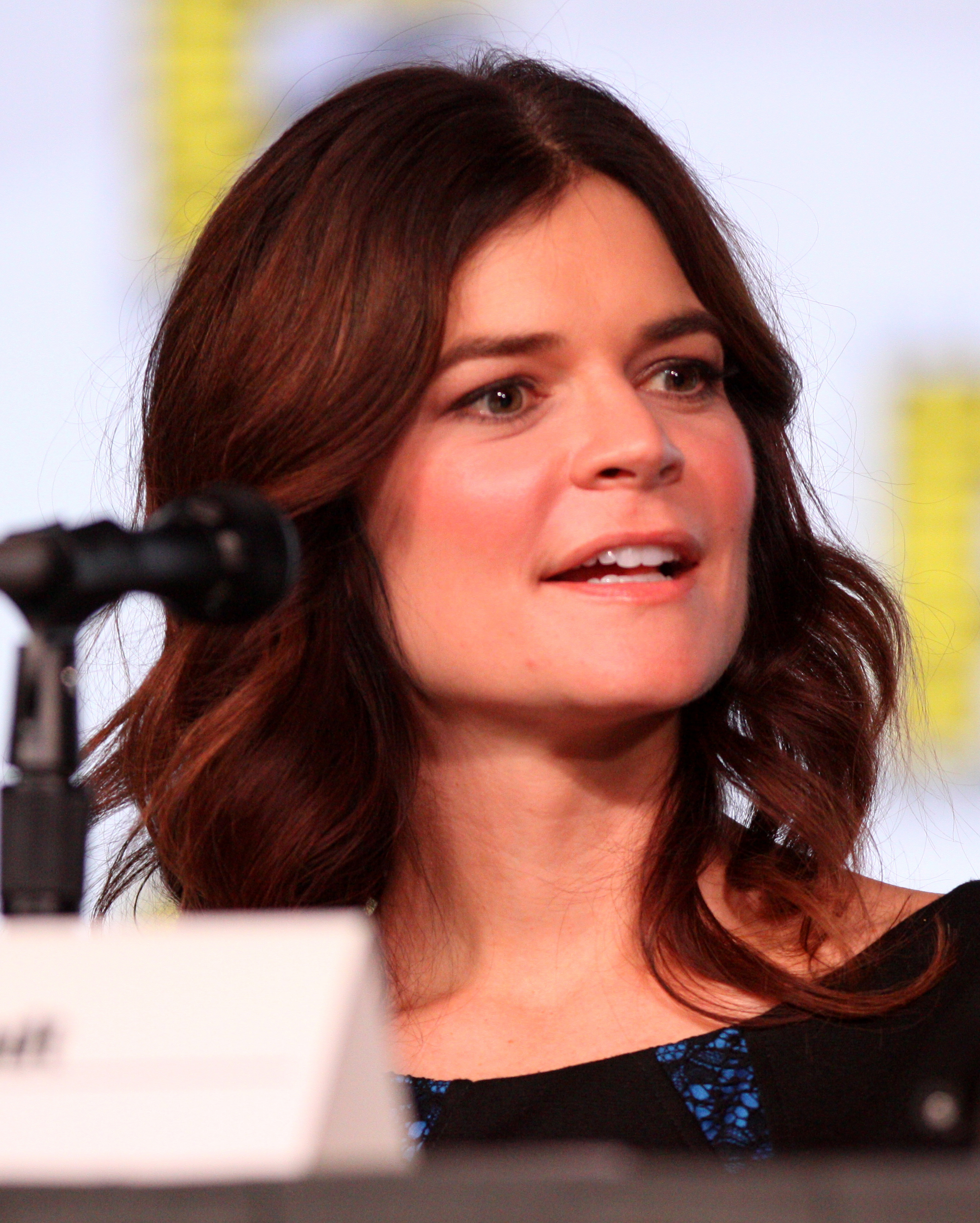
Betsy Brandt (2012)

Marie Schrader (Betsy Brandt) ist Hanks Frau, Skylers Schwester und somit Walters Schwägerin, die in einer Arztpraxis als medizinisch-technische Radiologieassistentin arbeitet. Sie zögert nicht, anderen gute Ratschläge zu erteilen, hat aber selbst Probleme, unter anderem neigt sie zu Kleptomanie, weshalb sie sich psychotherapeutisch behandeln lässt. Als der depressive Hank das Krankenhaus nicht verlassen will, schafft sie es, ihn zu überzeugen, mit ihr nach Hause zu gehen, indem sie die Wette gewinnt, ihm durch manuelle Stimulanz eine Erektion zu verschaffen. Nachdem sie von Walts Verstrickungen in den Drogenhandel erfährt, wendet sie sich an der Seite ihres Mannes gegen ihren Schwager, bemüht sich jedoch weiterhin, Skyler und die Kinder zu beschützen, unter anderem weil ihre Schwester ihr nicht verrät, wie lange sie schon von Walts illegalen Machenschaften wusste. Sie trägt fast immer lila-farbene Kleidung und bezeichnet Hanks Mineraliensammlung stets als Steine, worüber dieser sich sehr ärgert.

### Walter White Jr./„Flynn“

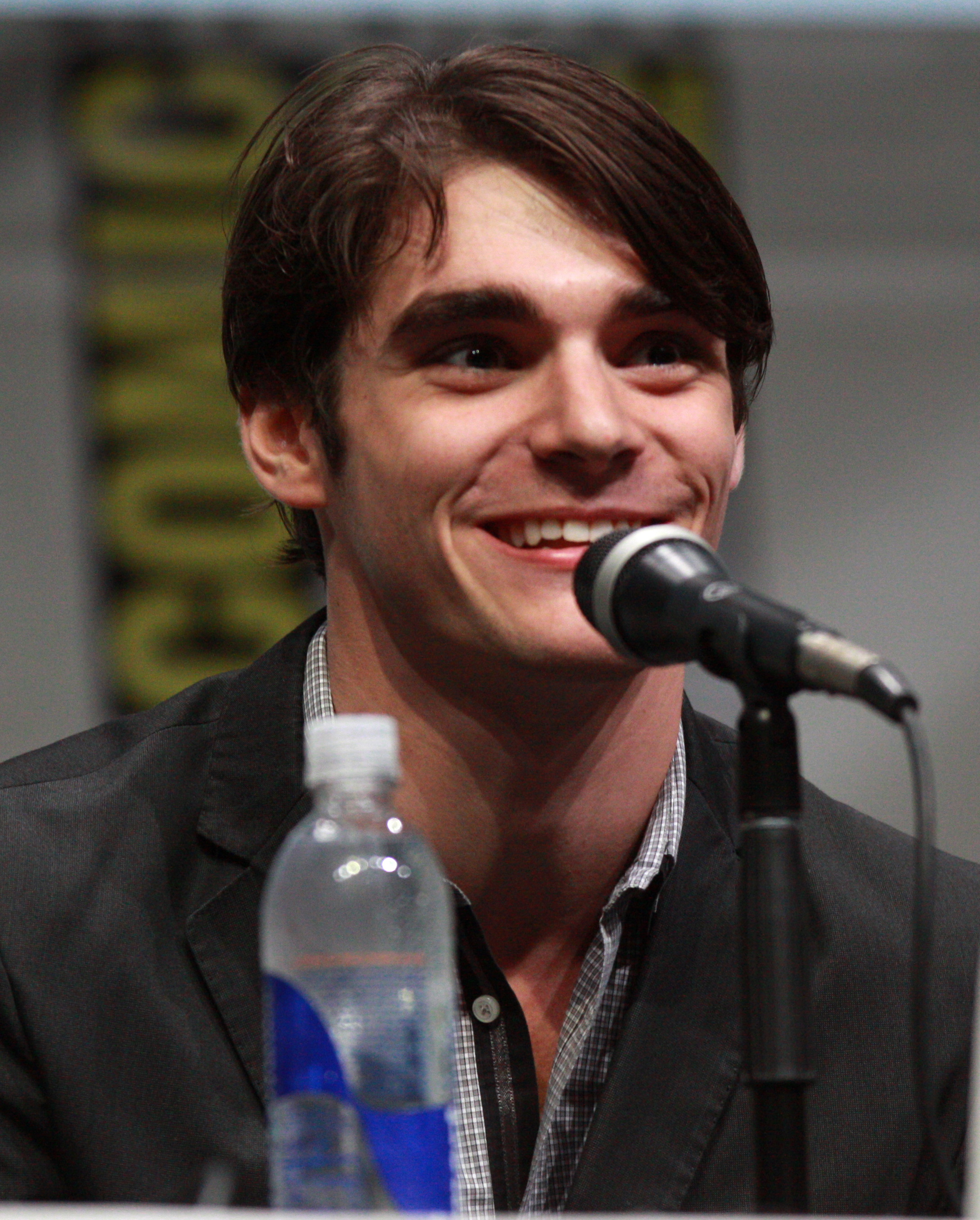
RJ Mitte (2013)

Walter White Junior (RJ Mitte) ist ein Teenager und der Sohn von Walter und Skyler White. Er wurde mit infantiler Zerebralparese geboren und hat deshalb Schwierigkeiten zu sprechen und zu gehen, weshalb er auf Krücken angewiesen ist. Das seltsame Verhalten seines Vaters führt bei ihm dazu, dass er von anderen Flynn genannt werden möchte. Bei der ersten Trennung von Walter und Skyler hält er dennoch zu seinem Vater. Walter Junior wird erst in den letzten Folgen von seiner Mutter und seiner Tante über die kriminellen Machenschaften seines Vaters informiert. Bei der darauf folgenden Auseinandersetzung zwischen seinen Eltern stellt er sich auf die Seite seiner Mutter und zieht mit dieser in eine Mietwohnung, während sein Vater die Flucht ergreift. Dieser übergibt später sein restliches Geld in Höhe von 9,7 Millionen US-Dollar an Gretchen und Elliot Schwartz und zwingt die beiden dazu, dieses Geld seinem Sohn an dessen 18. Geburtstag in Form eines unwiderruflichen Trusts auszuzahlen, ohne ihm zu verraten, woher es stammt.

### Saul Goodman

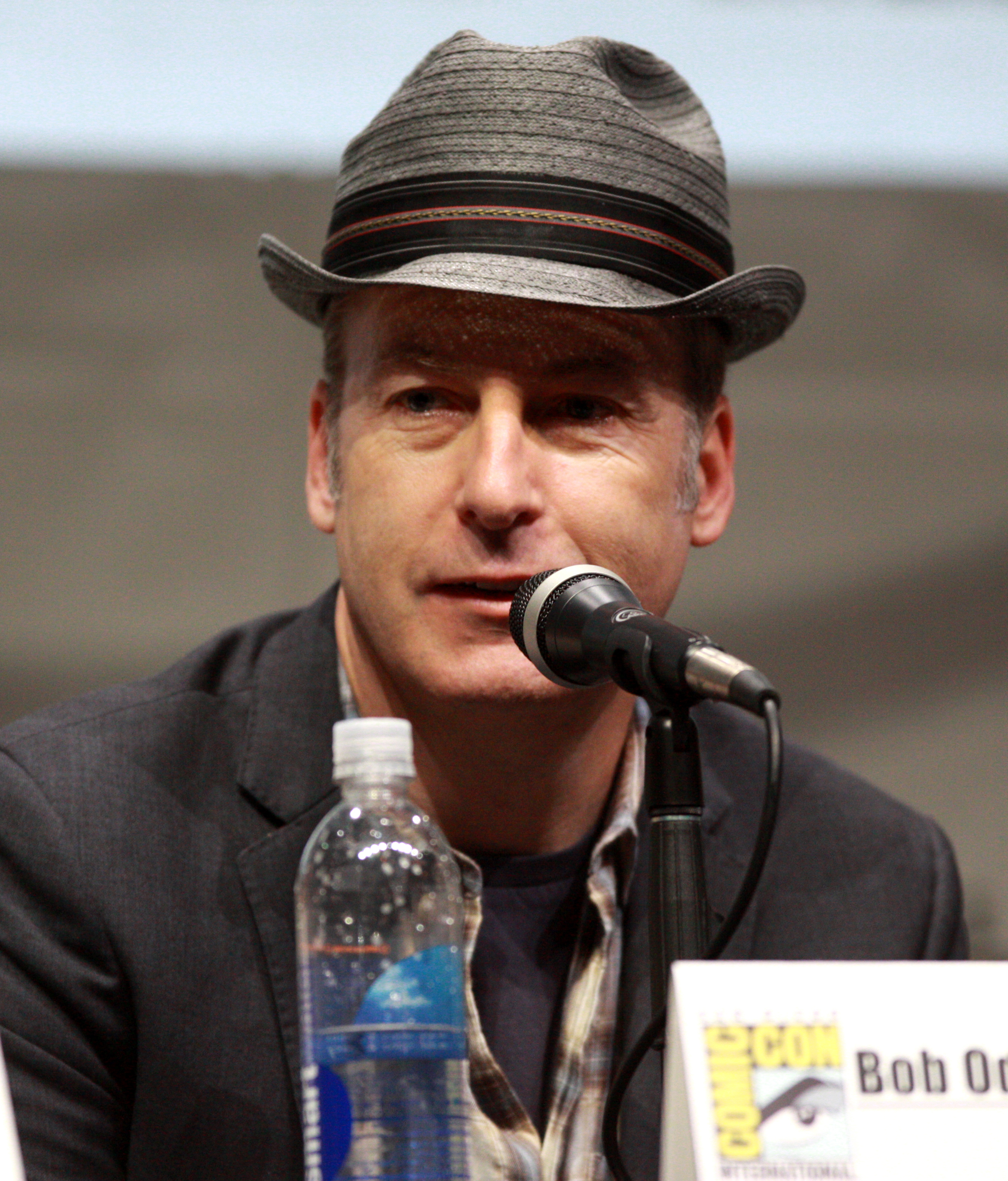
Bob Odenkirk (2013)

Saul Goodman (Bob Odenkirk), der eigentlich James "Jimmy" Morgan McGill heißt, ist ein selbstbewusst auftretender Rechtsanwalt, der es mit den Gesetzen nicht immer allzu genau nimmt. Obwohl seine Kanzlei in einem billigen Einkaufszentrum liegt und er im Lokalfernsehen offensiv um Klienten für Unfallfolgen- und Produkthaftungsklagen wirbt, handelt es sich bei ihm um einen hochkompetenten Juristen, der immer wieder imstande ist, für seine Mandanten Schlupflöcher zu finden. Walter und Jesse nutzen mehrfach seine guten Verbindungen ins kriminelle Milieu und vertrauen ihm zeitweise ihre Einnahmen aus dem Drogengeschäft zur Geldwäsche und Aufbewahrung an. Er ist sehr profitorientiert und stets auf seinen eigenen Vorteil bedacht, zeigt sich aber gelegentlich auch als wohlwollender Ratgeber. Als Walter White enttarnt wird, entschließt sich Saul unterzutauchen, da er einerseits befürchtet, als Mitwisser ermordet zu werden. Andererseits hat er Angst vor den Strafverfolgungsbehörden. Er geht nach Nebraska und startet dort als Filialleiter in einem Cinnabon einen Neuanfang unter dem Namen Gene Takovic.
Die Figur erhielt einen eigenen Ableger (Better Call Saul), der auf ihrem privaten sowie beruflichen Vorleben basiert, teilweise aber auch ihr Leben nach der Flucht aus Albuquerque erzählt. So erfährt man, dass Goodmans Tarnidentität im Laufe der Zeit auffliegt, er von der Polizei schließlich gefasst wird und für seine Taten zu 86 Jahren Haft verurteilt wird.

### Gustavo Fring

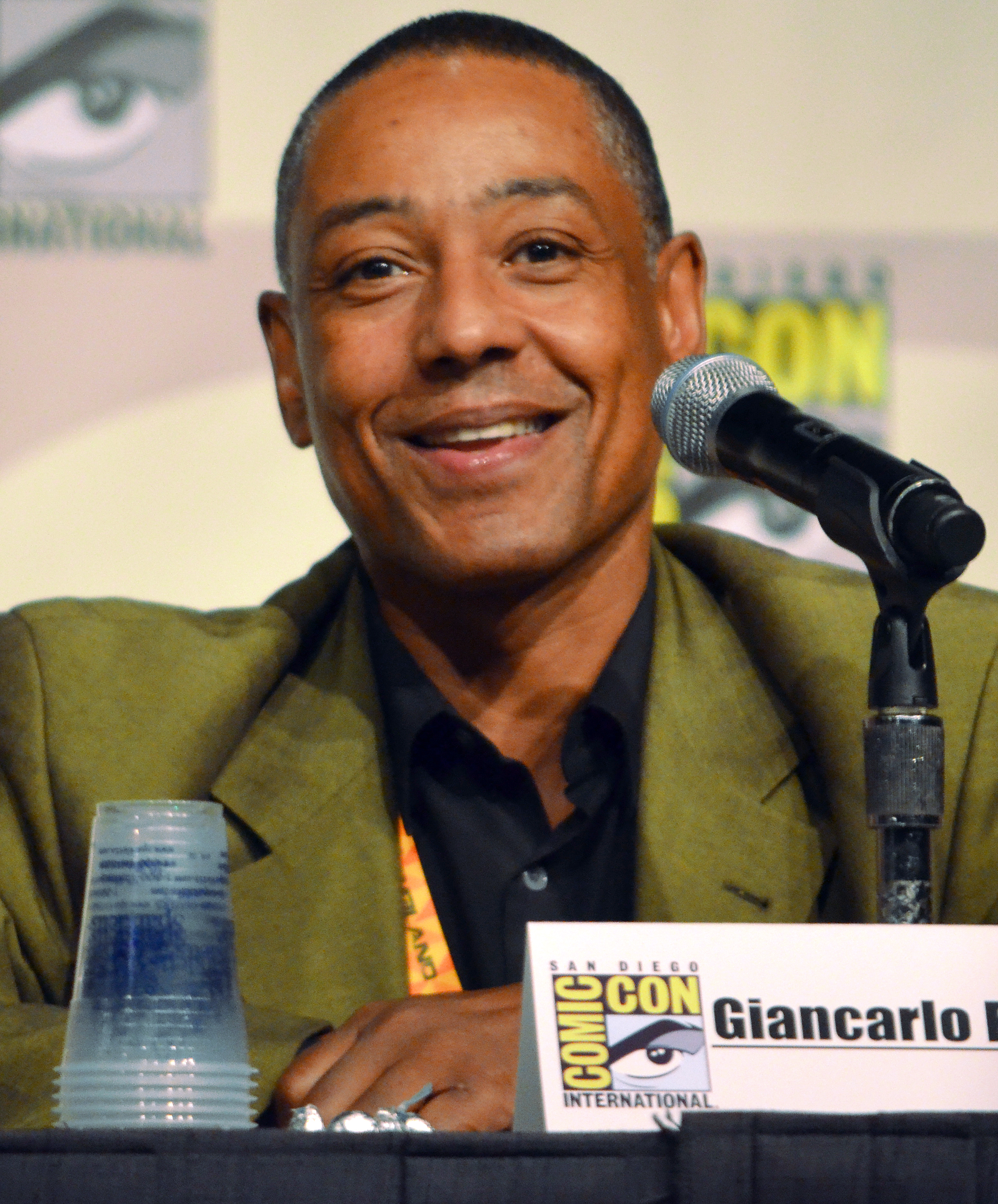
Giancarlo Esposito (2012)

Gustavo „Gus“ Fring (Giancarlo Esposito) stammt aus Chile und lebte vor seiner Immigration in die USA in Mexiko. Er ist der Kopf des größten und einflussreichsten Methamphetamin-Kartells im Südwesten der USA. Er ist sehr vorsichtig und tarnt sich unter anderem hinter der von ihm geleiteten Fastfood-Restaurantkette Los Pollos Hermanos und diversen Wohltätigkeitsveranstaltungen. Den Kontakt zu Walter White stellt Saul Goodman her. Im Laufe der Serie stellt er Walter White an, der für ihn Methylamphetamin in einem eigens dafür errichteten „Superlabor“, das unter einer Wäscherei versteckt ist, herstellen soll. Gus respektiert Walter, vertraut ihm aber nicht und hat als knallharter Geschäftsmann keine Skrupel, jegliche Gefahren eiskalt aus dem Weg räumen zu lassen.
In einer Rückblende erfährt man den Grund seiner tiefen Feindschaft zum Kartell, zu dem auch Héctor Salamanca gehörte. Nachdem sich Walter und er immer mehr entfremden, versucht Gus Jesse bzw. seinen Schützling Gale gegen Walt aufzubauen. Hank verdächtigt Gus, Kopf des Meth-Kartells in den USA zu sein, und beginnt gegen ihn zu ermitteln. Gus wird am Ende der vierten Staffel durch eine an dem Rollstuhl von Héctor angebrachte und von diesem selbst gezündete Bombe getötet, die von Walt konstruiert wurde.

### Mike Ehrmantraut

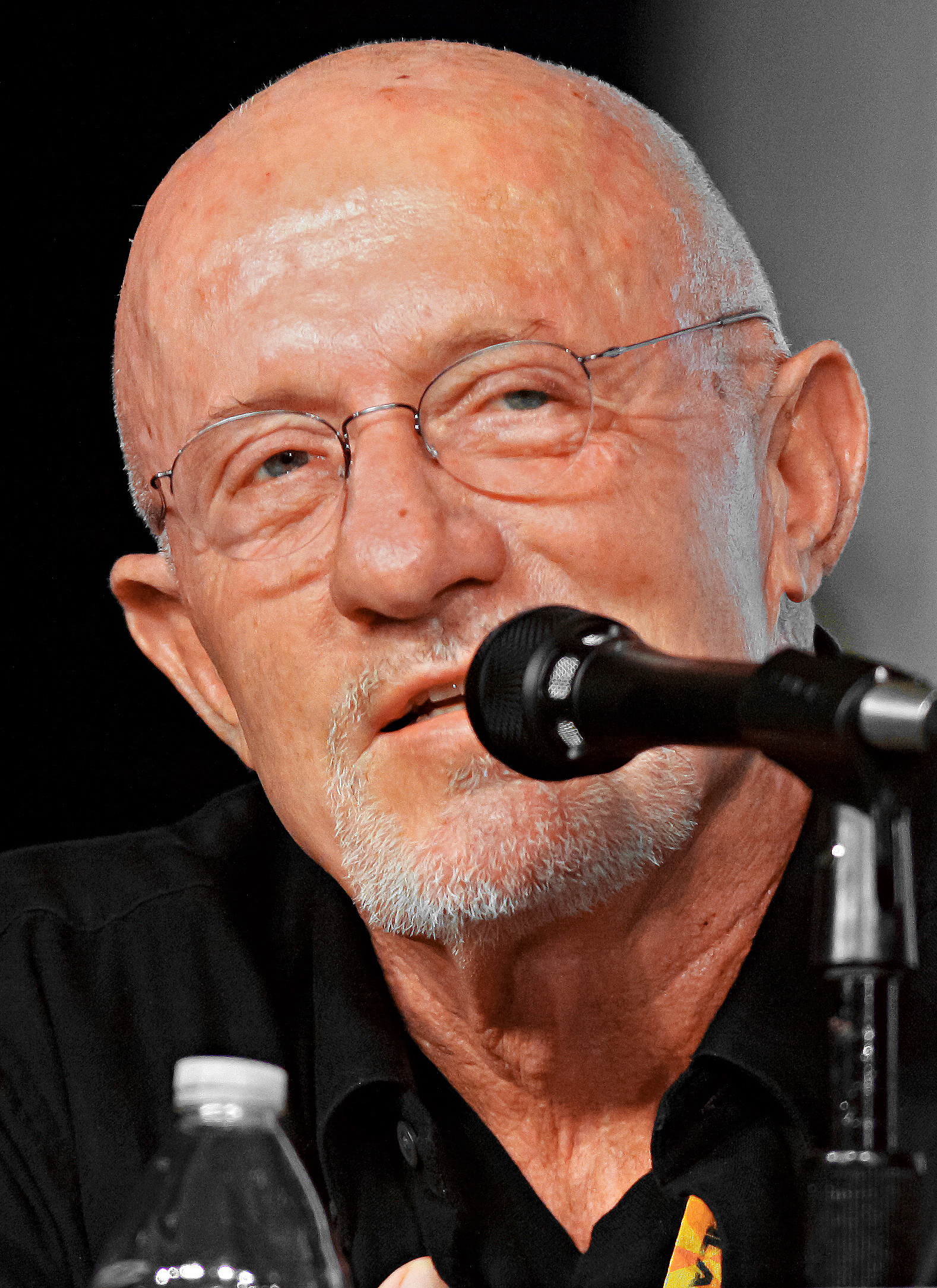
Jonathan Banks (2012)

Michael „Mike“ Ehrmantraut (Jonathan Banks) ist der Sicherheits-Chef, Cleaner, Auftragsmörder und die rechte Hand von Gustavo Fring. Er arbeitete früher als Polizist in Philadelphia. Als Gale soweit angelernt ist, dass er allein Methamphetamin kochen kann, soll Mike Walter beseitigen. Nachdem Walter sich aber durch Jesses Mord an Gale unersetzlich gemacht hat, wird er von Mike mit Argwohn betrachtet. Gus und Mike versuchen nun, Jesse gegen Walter aufzubauen. Mike ist an der Ermordung der Spitze des mexikanischen Kartells um Don Eladio beteiligt und wird dabei schwer verletzt.
Nachdem Walter Gus ermorden ließ, will Mike zunächst Walter ermorden. Aus reinem Selbsterhaltungstrieb heraus arbeitet er zunächst mit ihm zusammen, um Gus’ Videodateien zu zerstören. Da er sich seinem Ehrenkodex verpflichtet fühlt, weigert er sich mehrfach, Komplizen zu verraten. Nach dem Zusammenbruch von Gustavos Kartell schließt er sich widerwillig Jesse und Walter an, bekommt es dadurch aber auch relativ schnell mit der Polizei zu tun. Mike betrachtet Walter von Anfang an als Risiko und gibt Jesse den Rat, diesen zu meiden. Nachdem die Polizei das Finanzierungssystem der ehemaligen Komplizen aufgedeckt hat und Mike ständig beobachtet, beschließt dieser auszusteigen. Nachdem Mike untertauchen muss und sich weigert, Walter die Namen der Mitwisser im Gefängnis zu verraten und diesem Vorwürfe wegen seiner Ambitionen macht, wird er von Walter erschossen.

### Todd Alquist

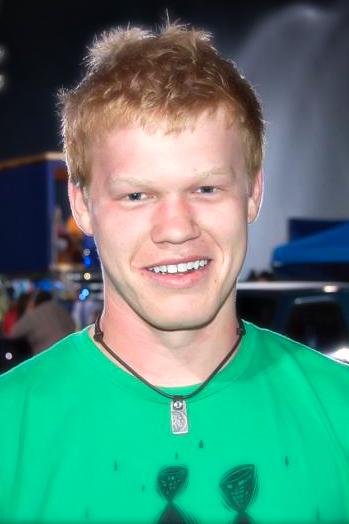
Jesse Plemons (2007)

Todd Alquist (Jesse Plemons) ist Angestellter bei der Kammerjägerfirma Vamonos Pest, die Walter und Jesse als Tarnung benutzen. Später stellt sich heraus, dass Todds Onkel Jack eine Gang anführt, die im Auftrag von Walter zehn Gefängnisinsassen in drei Haftanstalten innerhalb eines Zeitrahmens von nur zwei Minuten umbringen lässt. Nachdem er Walter, Jesse und Mike beim Diebstahl von Methylamin aus einem Zug geholfen hat, erschießt Todd einen zufällig anwesenden Jungen, der sonst möglicherweise als potenzieller Zeuge ein Risiko dargestellt hätte. Später übernimmt er Jesses Rolle als Laborassistent, nachdem dieser und Mike sich aus dem Geschäft zurückgezogen haben. Nachdem auch Walt aussteigt, kocht er für Declan weiter, wird von diesem jedoch nach einem Laborunfall entlassen. Da Declan sich Lydias Aufforderung, wieder mit Todd zu arbeiten, verweigert, lässt diese Declan und seine Männer von Todd mit Hilfe seines Onkels Jack und dessen Gang umbringen. Todd erhält die Verantwortung für die Produktion. Um Lydias Anspruch nach originärer Meth-Qualität erfüllen zu können, überredet Todd seinen Onkel und Walter dazu, Jesse vorläufig zu verschonen. Dieser wird unter Todd zur Produktion quasi versklavt. Als Jesse zu fliehen versucht, erschießt Todd vor Jesses Augen Andrea und droht damit, auch deren Sohn umzubringen. Nachdem Walter fast die ganze Gang eliminiert hat, gelingt es Jesse schlussendlich, Todd mit seinen Fesseln zu erdrosseln.

### Lydia Rodarte-Quayle

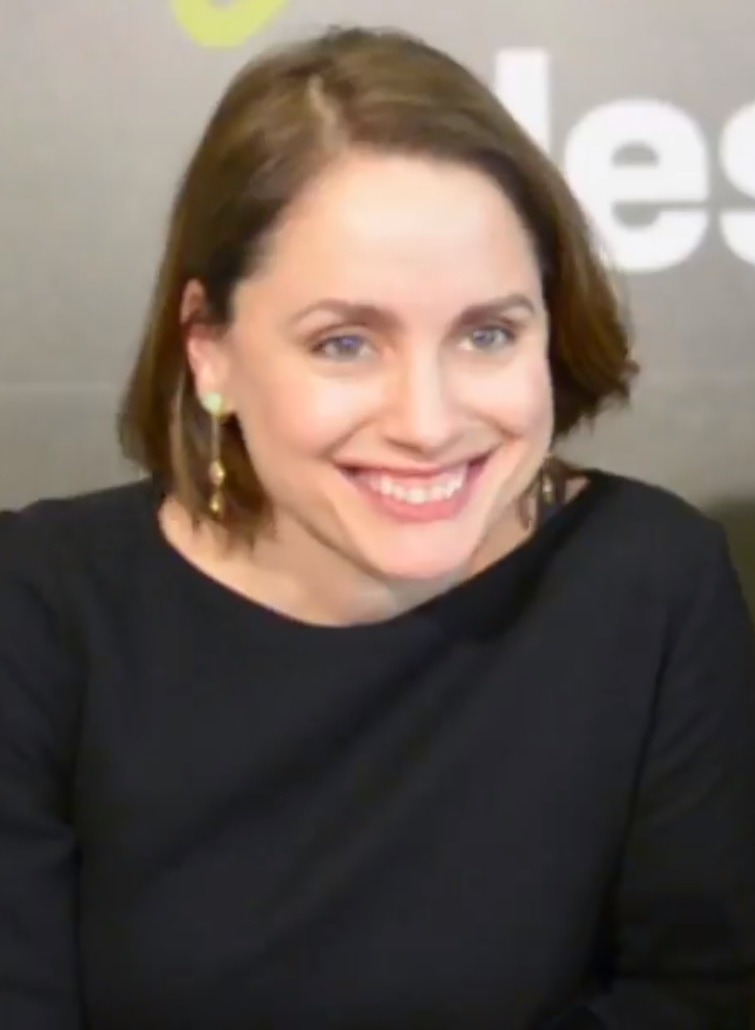
Laura Fraser (2017)

Lydia Rodarte-Quayle (Laura Fraser) ist Logistikchefin bei Madrigal, einem hoch diversifizierten Mischkonzern mit Sitz in der deutschen Stadt Hannover, unter dessen Deckmantel auch kriminelle Nebengeschäfte liefen. Sie war verantwortlich für die Beschaffung des Präkursors Methylamin für Gustavo Fring. Nach dessen Ermordung fürchtet sie sich vor den Ermittlungen der Polizei und versucht, Mike Ehrmantraut und alle Mitwisser ermorden zu lassen. Schließlich wird sie in Mikes und Walter Whites Organisation eingebunden. Nach Mikes Tod arbeitet sie mit Walter zusammen und übernimmt auch den Vertrieb von Methamphetamin nach Tschechien. In dieser Zeit verdient Walt mehr denn je. Sie verbündet sich anschließend zunächst mit Declan, lässt diesen und seine Gefolgsleute dann jedoch von Jacks Gang erschießen, um daraufhin mit Jack zusammenzuarbeiten. Nach einem der regelmäßigen Business-Treffen mit Todd in einem Diner stirbt sie an einer Vergiftung mit Rizin, das Walter White, den sie eigentlich töten lassen will, in die Süßstofftütchen eingeschmuggelt hatte.

## Nebenfiguren

### Polizei

#### Drug Enforcement Administration (DEA)

##### Steven „Gomie“ Gomez
Agent Steven Gomez (Steven Michael Quezada) ist ein Ermittler bei der DEA-Außenstelle in Albuquerque und Partner sowie ein enger und loyaler Freund von Hank, von dessen abfälligen Bemerkungen über Mexikaner er sich nicht provozieren lässt. Trotz anfänglicher Zweifel unterstützt er ihn, als sich die Ermittlungen gegen Gustavo Fring richten. Er wird zusammen mit Hank von Jack erschossen und anschließend in der Wüste verscharrt.

##### George Merkert
Assistant Special Agent in Charge (ASAC) George Merkert (Michael Shamus Wiles) ist anfänglich der Leiter der DEA-Außenstelle in Albuquerque und somit Vorgesetzter von Hank.

##### SAC Ramey
Special Agent in Charge (SAC) Ramey (Todd Terry) ist der Leiter des El Paso Intelligence Center (EPIC) und Vorgesetzter von George Merkert, den er später durch die Beförderung von Hank ersetzt.

##### Vanco
Agent Vanco (J.D. Garfield) ist ein DEA-Agent, der im EPIC arbeitet und Hank dafür kritisiert, dass dieser kein Spanisch spricht. Durch die Explosion von Tortugas abgetrenntem Kopf wird ihm ein Unterschenkel abgerissen.

#### Albuquerque Police Department

##### Tim Roberts
Detective Tim Roberts (Nigel Gibbs) ist ein Mordermittler beim APD und ein Freund sowie ehemaliger Kollege von Hank. Er untersucht das Verschwinden von Walter in der zweiten Staffel und ist auch bei den Ermittlungen im Fall Boetticher involviert.

##### Detective Kalanchoe
Detective Kalanchoe (Gonzalo Menendez) ist ein Ermittler für das APD. Er und sein Partner Munn befragen Jesse, nachdem dieser den behandelnden Ärzten mitgeteilt hat, Brocks Vergiftung sei durch Rizin verursacht worden. In einem späteren Verhör versuchen sie aus Jesse herauszubekommen, warum dieser große Mengen Geld aus einem fahrenden Auto geworfen hat, überlassen ihn dann jedoch Hank.

##### Detective Munn
Detective Munn (Jason Douglas) ist ebenso wie sein Partner Detective Kalanchoe ein Ermittler für das APD.

##### Getz
Detective Getz (DJ Qualls) ist ein Undercover-Polizist für das APD, der Badger wegen des Verkaufs von Methamphetamin festnimmt.

### Gus’ Organisation

#### Maximino Arciniega
Maximino „Max“ Arciniega (James Martinez) ist der Partner von Gustavo Fring, welcher ihm die Ausbildung als Chemiker an der Universität von Santiago finanziert hat und mit dem zusammen er nach Mexiko geht, um dort die Fastfood-Kette Los Pollos Hermanos zu gründen, sowie für das Kartell Methamphetamin herzustellen. Er wird von Héctor auf Befehl von Eladio Vuente vor den Augen von Gustavo erschossen.

#### Gale Boetticher
Gale Boetticher (David Costabile) ist ein Chemiker mit dem Spezialgebiet Röntgenkristallographie, der von Gustavo Fring ein Stipendium erhalten und für diesen das „Superlab“ entworfen hat. Der Veganer, der sich selbst als Libertarier und Nerd beschreibt, bewundert Walters fachliche Fähigkeiten, dem er bei der Methamphetamin-Produktion assistiert, und schenkt ihm das Buch Grashalme seines Lieblingsautors Walt Whitman nebst einer Widmung. Gale wird als Labor-Assistent erst durch Jesse ersetzt. Später setzt Gus ihn jedoch wieder ein, um ihn als Walter Whites Nachfolger aufzubauen. Walter lässt Gale daher durch Jesse ermorden und macht sich dadurch für Gus unersetzbar.
Das Buch bringt Hank in der letzten Staffel auf Walters Spur.

#### Duane Chow
Duane Chow (James Ning) ist der Eigentümer der Firma Golden Moth Chemical, die Gustavo Fring den Präkursor Methylamin geliefert hat.

#### Ron Forenall
Ron Forenall (Russ Dillen) ist Vorarbeiter in einem Lagerhaus von Madrigal in Houston, wo er als Lydias Kontaktperson fungiert, um Methylamin abzuzweigen.
Nach seiner Verhaftung will Lydia ihn beseitigen lassen, doch Mike schützt ihn. Nachdem Walt Mike erschossen hat, wird er wie neun weitere Mitarbeiter im Auftrag von Walter White durch Verbindungsmänner von Jacks Gang im Gefängnis ermordet.

#### Barry Goodman
Dr. Barry Goodman, M.D. (JB Blanc) ist der Chefarzt der medizinischen Crew, die Gustavo Fring engagiert und in Mexiko stationiert hat um ihn, Mike und Jesse nach dem Angriff auf das Kartell im Notfall ärztlich zu versorgen. Trotz desselben Nachnamens hat er keinen Bezug zu Saul Goodman.

#### Tyrus Kitt
Tyrus Kitt (Ray Campbell) ist Gefolgsmann von Gustavo Fring und übernimmt die Aufgaben von Victor nach dessen Tod. Er wird zusammen mit Gustavo durch die von Walter White gebaute Rohrbombe, die Héctor Salamanca zündet, getötet.

#### Chris Mara
Chris Mara (Christopher King) ist ein Mitglied von Mikes Sicherheitsteam. Nach Gus’ Tod und der Beschlagnahmung sämtlicher Gefahrenzulagen war die Verschwiegenheit der Mitarbeiter gefährdet, weshalb er im Gegensatz zu Mike Lydias Auftrag annimmt, die Mitarbeiter zu ermorden, was ihm bei Duane Chow auch gelingt. Bei dem Versuch, Mike in eine Falle zu locken, wird er von diesem erschossen.

#### Dennis Markowsky
Dennis Markowsky (Mike Batayeh) ist der Geschäftsführer der Wäscherei Lavandería Brillante, in der sich das versteckte Superlabor befindet. Er wird in seiner Gefängniszelle ermordet, indem Jacks Verbindungsmänner ihn mit einer brennbaren Flüssigkeit übergießen und anzünden.

#### Victor
Victor (Jeremiah Bitsui) ist ein loyaler Gefolgsmann von Gustavo Fring, für den er verschiedene verantwortungsvolle Aufträge ausführt, der ihn jedoch vor den Augen von Walter, Jesse und Mike unvorbereitet mit einem Teppichmesser tötet.

#### Dan Wachsberger
Daniel „Dan“ Wachsberger (Chris Freihofer) ist ein Anwalt, der neun Mitarbeiter von Gustavo Fring nach dessen Tod rechtlich vertritt und deren Bezahlung über geheime Schließfächer vornahm, wofür er selbst verhaftet wurde. Er wird zeitgleich mit seinen Mandanten durch Verbindungsmänner von Jack und seiner Gang im Gefängnis ermordet.

### Juárez-Kartell

#### Juan Bolsa
Juan Bolsa (Javier Grajeda) ist ein hochrangiges Mitglied des Juárez-Kartells unter Don Eladio und für den Kontakt mit Gustavo Fring verantwortlich. Er beauftragt die Cousins, den DEA-Informanten Tortuga zu enthaupten, und befestigt dessen abgetrennten Schädel zusammen mit einem Quecksilberschalter, der mit „vier bis fünf Unzen“ Plastiksprengstoff verbunden ist, auf einer Schildkröte, wodurch ein Polizeibeamter getötet und drei weitere teils schwer verletzt werden. Bolsa wird später auf Initiative von Gustavo während eines Telefonats mit ihm von mexikanischen Bundespolizisten in seinem eigenen Anwesen erschossen.

#### Gaff
Gaff (Maurice Compte) ist Don Eladios Sicherheits-Chef und Abgesandter für dessen Belange nördlich der Grenze, in letzterer Funktion als Nachfolger von Tuco nach dessen Tod. Er leitet den ersten Angriff auf einen „Pollos Hermanos“-Kühlwagen, mit dem eine Lieferung Methamphetamin transportiert wird, und informiert später Gustavo über das Ultimatum des Kartells, diesem die Formel für das blaue Methamphetamin auszuhändigen. Er tötet später einen von Gustavos Mitarbeitern auf der Hühnerfarm mit einem Scharfschützengewehr aus fast einem Kilometer Entfernung, verschont jedoch Gustavo, der sich ihm als Ziel entgegenstellt. Gaff ist anwesend, als Gustavo die Anführer des Kartells vergiftet, und wird dabei von Mike mit einer Garrotte getötet.

#### Gonzo
Gonzo (Jesus Payan) ist Tucos Schwager und einer seiner führenden Gefolgsmänner. Er wird beim Versuch, seinem Kollegen No-Doze ein Begräbnis zukommen zu lassen, auf dem Schrottplatz von Autoteilen eingeklemmt, wodurch ihm sein Arm fast vollständig abgetrennt wird und er verblutet.

#### No-Doze
No-Doze (Cesar Garcia) ist ebenfalls einer von Tucos führenden Gefolgsmännern, der ihn wegen einer unbedachten Bemerkung an Walter und Jesse, die beiden sollten sich stets daran erinnern, für wen sie arbeiteten (was bei diesem einen Wutausbruch auslöst), mit der bloßen Faust zu Tode prügelt.

#### Héctor Salamanca
Héctor „Tío“ (spanisch: Onkel) Salamanca (Mark Margolis) ist der Onkel von Tuco sowie von dessen Cousins Leonel und Marco Salamanca und schon seit langer Zeit ein hochrangiges Mitglied des Juárez-Kartells unter Don Eladio. Er ist seit einem Schlaganfall auf einen Rollstuhl angewiesen und kann nicht sprechen, sich jedoch über eine Klingel artikulieren. Er verbrachte 17 Jahre in San Quentin, ohne jemals mit den Behörden zu kooperieren. Ihn und Gustavo Fring verbindet eine innige Feindschaft, die auf die Zeit zurückgeht, als Héctor auf Befehl von Don Eladio Gustavos Partner Max erschoss. Gustavo rächt sich an Héctor, indem er dafür sorgt, dass sämtliche männlichen Mitglieder seiner Familie vor ihm sterben. Héctor verbündet sich zuletzt mit Walter, der einen Sprengsatz konstruiert, mit dem Héctor sich selbst sowie die anwesenden Gustavo und dessen Gefolgsmann Tyrus in die Luft sprengt.

#### Leonel und Marco Salamanca
Die Zwillinge Leonel und Marco Salamanca (Daniel und Luis Moncada) sind die Neffen von Héctor, der ihnen schon seit ihrer frühesten Kindheit die Wichtigkeit der Familie eingeprägt hat. Später arbeiten beide als Auftragsmörder für das Kartell, wobei sie ihre Morde ohne jegliche sichtbare Emotionen und stets wortlos ausführen, vorzugsweise mit einer Stahlaxt. Nachdem ihr Cousin Tuco getötet wurde, beauftragt sie ihr Onkel Héctor, Walter White zu ermorden, doch der von Mike darüber informierte Gustavo Fring verhindert dies in letzter Sekunde und fordert sie auf, Walter für drei Monate zu verschonen, solange dieser noch für ihn arbeitet. Gustavo gibt ihnen stattdessen Hank zum Abschuss frei, obwohl solche direkten Konflikte mit der Polizei nördlich der Grenze eigentlich vermieden werden. Er selbst warnt aber auch telefonisch Hank kurz bevor die Cousins bei diesem ankommen, was diesem die Gelegenheit gibt, Leonel mit dem Auto zu überfahren und mit dessen Waffe und einem Hohlspitzgeschoss, das Marco zuvor fallen gelassen hatte, ihn in Notwehr zu erschießen. Leonel wird schwer verletzt ins Krankenhaus gebracht, wo ihm beide Unterschenkel amputiert werden müssen. Dort lenkt Gustavo die anwesende Polizei mit von ihm gespendetem Essen ab, während der von ihm beauftragte Mike Leonel durch eine Injektion tötet.

#### Tuco Salamanca

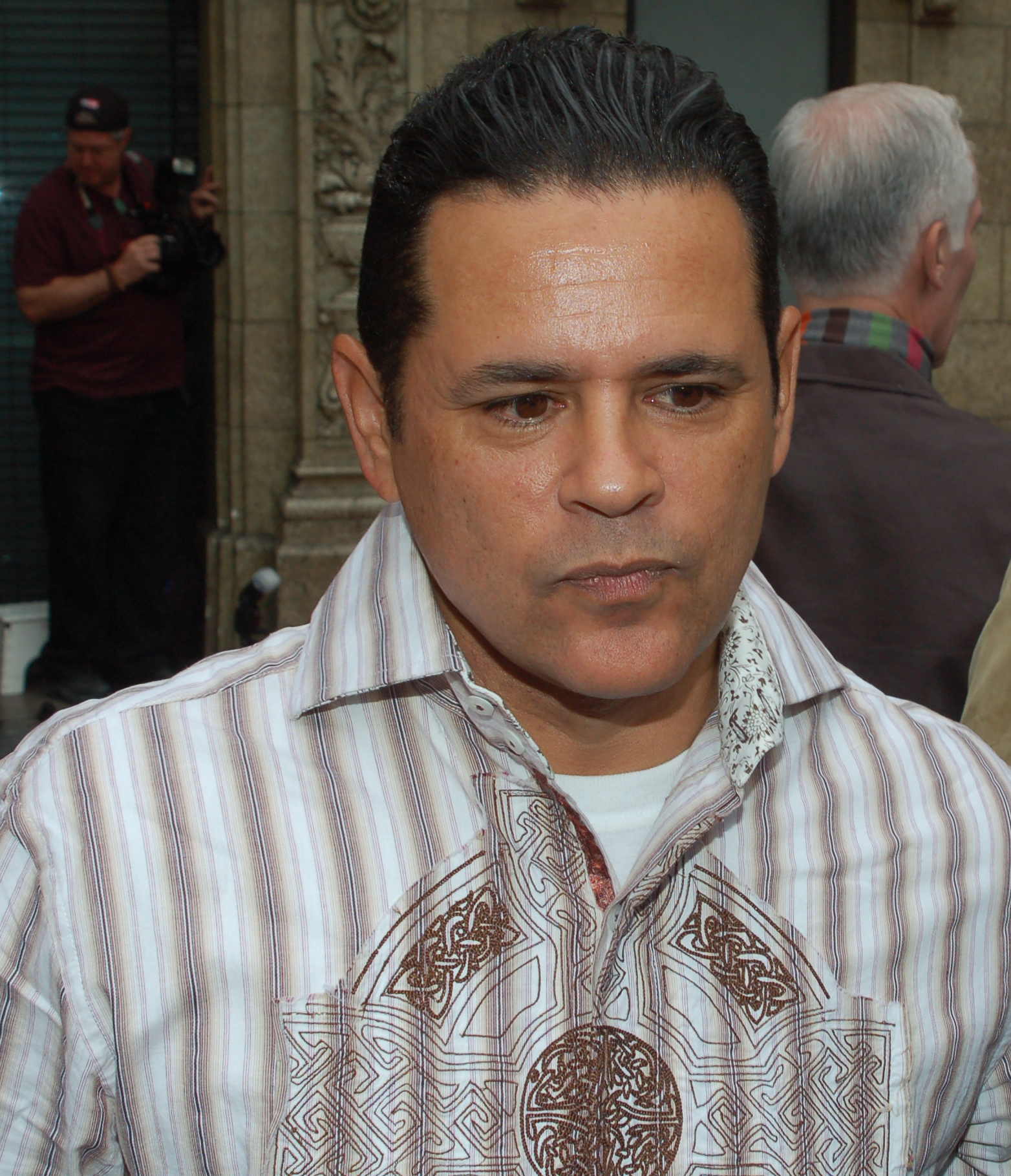
Raymond Cruz (2009)

Tuco Salamanca (Raymond Cruz) ist ein soziopathischer Drogenboss in Albuquerque, für den Walter und Jesse anfänglich eine kurze Zeit Methamphetamin produzieren, und der Hauptantagonist der ersten beiden Staffeln. Seine unvorhersehbaren Gewalttätigkeiten richten sich sowohl gegen Jesse als auch seine eigenen Leute, nicht jedoch gegen Walter, den er wegen seines überlegenen Produkts, seiner Intelligenz, seines Geschäftsstils und seines Mutes respektiert. Weil nach dem Verschwinden von Gonzo seine Gefolgsleute von der DEA verhaftet werden und er selber fürchtet, gefasst zu werden, entführt er Walter und Jesse mit dessen Auto in eine entlegene Hütte in der Wüste und plant, beide von seinen Cousins nach Mexiko bringen zu lassen, wo sie in einem im Dschungel versteckten Superlabor für das Kartell im großen Stil Methamphetamin kochen sollen. Walter und Jesse versuchen, ihn mit Rizin zu vergiften, doch er wird von seinem gelähmten Onkel Héctor, der sich nur über eine Klingel artikulieren kann, gewarnt. Tuco bringt Jesse nach draußen, um ihn zu töten, doch dieser schafft es, den von Walter abgelenkten Tuco mit einem Stein niederzuschlagen, ihm seine Pistole im Gerangel wegzunehmen und ihm in den Bauch zu schießen, jedoch nicht, ihn im wehrlosen Zustand zu töten. Als Walter und Jesse mit dessen Auto fliehen wollen, bemerken sie ein ankommendes Auto, das sie für das der Cousins halten, doch es handelt sich dabei um Hank, der Jesses Auto über einen GPS-Diebstahlschutz lokalisieren konnte. Nachdem dieser vom blutenden Tuco mit dessen Sturmgewehr angegriffen wird, erwidert er das Feuer und tötet Tuco mit einem gezielten Kopfschuss. Hank erhält danach von der DEA Tucos Grill (Zahnschmuck) als Geschenk, wirft ihn jedoch später in den Rio Grande.

#### Tortuga

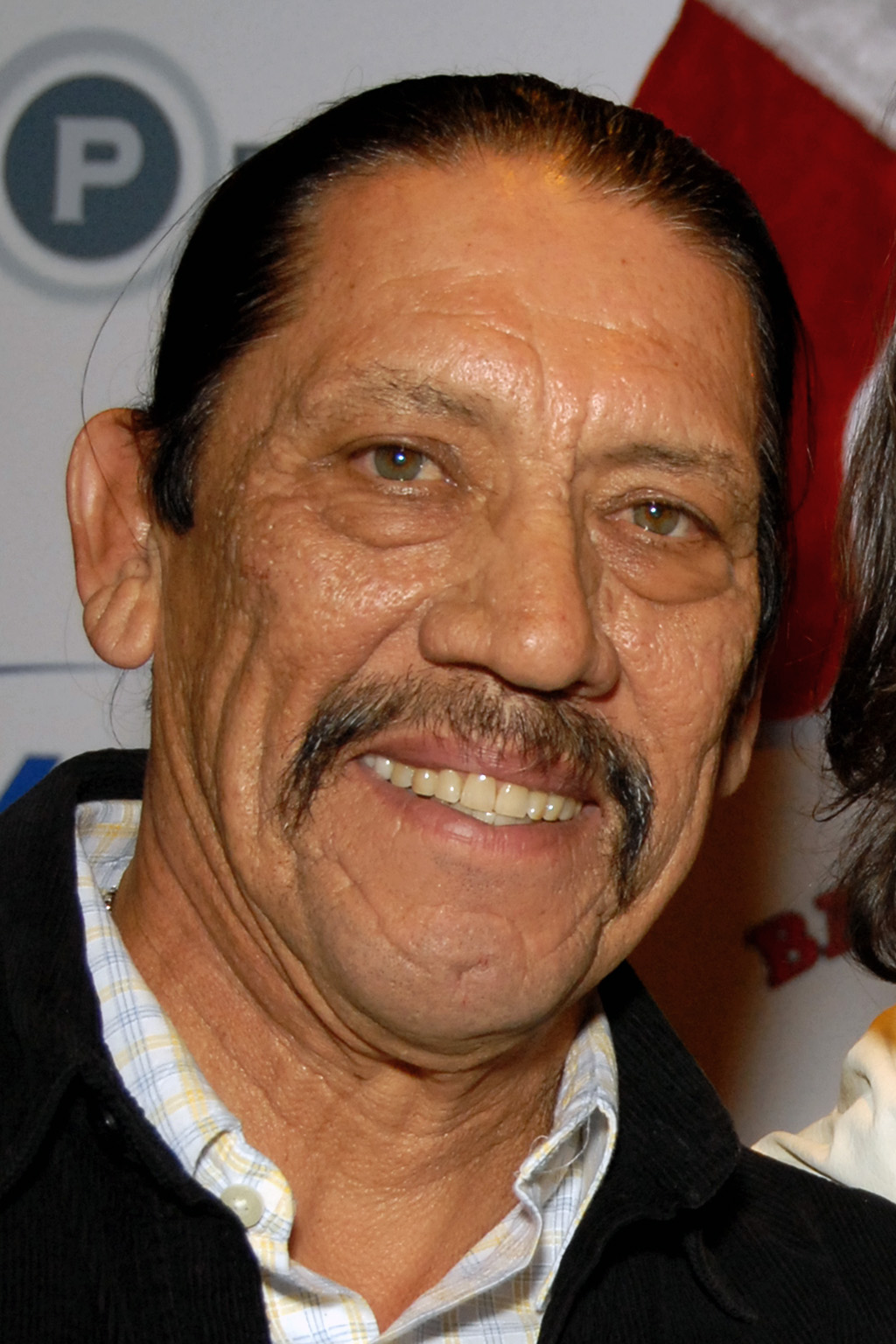
Danny Trejo (2009)

Tortuga (Danny Trejo) ist ein Informant der DEA in El Paso mit direkten Verbindungen zum innersten Kreis des Kartells. Auf Anweisung von Juan Bolsa wurde er durch die Cousins von Tuco enthauptet. Sein Kopf wurde auf einer Schildkröte (span. „Tortuga“) befestigt, die in der Wüste beim mit der Polizei vereinbarten Treffpunkt samt auf den Panzer geschriebenen Grußnachricht „HOLA DEA“ (dt. „HALLO DEA“) laufen gelassen wurde. Durch das Entfernen des Kopfes explodiert ein darin versteckter Sprengsatz, wodurch ein Beamter getötet und drei weitere verwundet werden.

#### Eladio Vuente

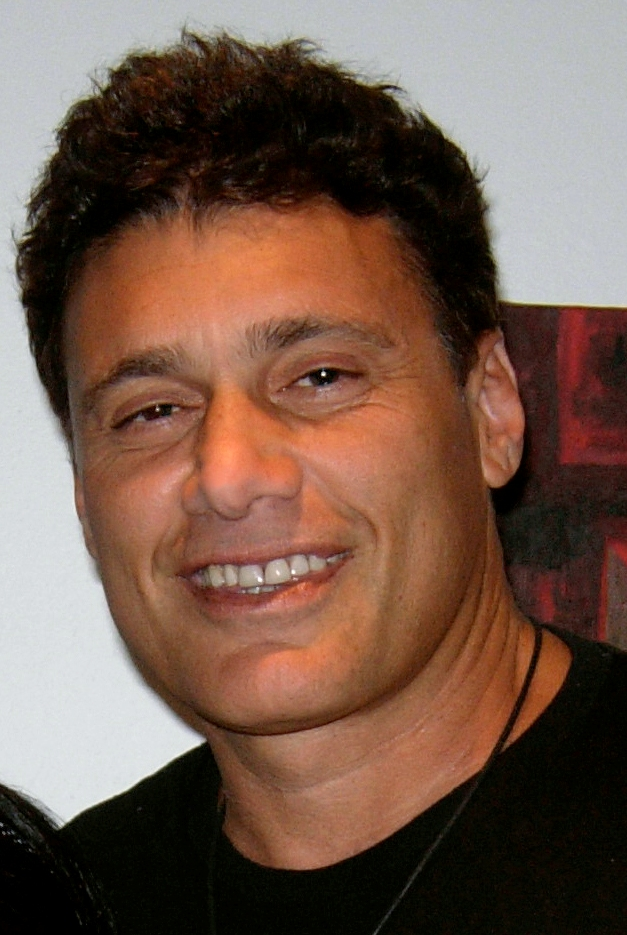
Steven Bauer (2008)

Don Eladio Vuente (Steven Bauer) ist der Kopf des Juárez-Kartells und Auftraggeber von Juan Bolsa, Héctor Salamanca sowie „den Cousins“. Er empfing Gustavo im Jahr 1989, als dieser und sein Partner Max ihm vorschlugen, Methamphetamin für das Kartell zu produzieren. Weil sie ihn für das Treffen manipuliert hatten, lässt er Max durch Héctor erschießen, verschont jedoch Gustavo mit der Begründung, dass er dessen Vergangenheit aus Chile kenne, und nutzt diesen später als Hauptverantwortlichen, um sein Methamphetamin im US-amerikanischen Südwesten zu verteilen. Nach dem Tod von Juan Bolsa sowie der Cousins und Gustavos Entscheidung, das Methamphetamin selber mit Hilfe von Walter herzustellen, sucht er Vergeltung, indem er Gaff Gefolgsleute von Gustavo töten sowie Methamphetamin-Lieferungen abfangen lässt. Gustavo geht zum Schein auf seine Forderungen (die Formel für Walters blaues Methamphetamin, einen Chemiker und einen Anteil von 50 % an den Einnahmen) ein und reist mit Mike und Jesse zu Don Eladio, wo Jesse erfolgreich Walters Rezept vorführt. Die anschließende Feier nutzt Gustavo, um mit einer List zehn anwesende Capos, darunter auch Don Eladio, sowie dessen Leibwächter und Chefchemiker zu vergiften.

### Unabhängige Drogenhändler

#### Declan
Declan (Louis Ferreira) ist der Anführer eines Methamphetamin-Kartells aus Phoenix. Mike stellt den Kontakt zu ihm her, um ihm das Methylamin zu verkaufen, doch der Deal platzt wegen Walter, der seinen Anteil nicht abgeben will. Stattdessen kauft Declan das fertige Methamphetamin von Walter und beauftragt nach dessen Rücktritt Todd mit der Produktion. Nachdem dieser ein Feuer verursacht, lehnt Declan eine weitere Zusammenarbeit ab, weshalb er und seine Gefolgsmänner in Lydias Auftrag von Jacks Gang ermordet werden.

#### Emilio Koyama
Emilio Koyama (John Koyama) ist ein Schulfreund von Jesse und hat mit ihm zusammen im kleinen Rahmen Methamphetamin gekocht. Nachdem er bei einer Razzia festgenommen und schon bald darauf auf Kaution freigelassen wird, hält er Jesse für einen Spitzel und zwingt diesen dazu, ihn und seinen Cousin Krazy-8 zu Walter zu bringen, den er von der Razzia wiedererkennt. Bevor sie Jesse und Walter zu töten beabsichtigen, wollen sie sich von letzterem noch das Rezept für sein hochqualitatives Methamphetamin demonstrieren lassen, doch Emilio wird von diesem durch eine List getötet, indem er stattdessen Monophosphan herstellt.

#### Krazy-8
Domingo „Krazy-8“ Molina (Maximino Arciniega) war der eigentliche Polizeispitzel, der das Labor von Jesse und Emilio an die DEA verraten hat. Er überlebt die Monophosphan-Attacke, wird jedoch in Jesses Haus gefesselt gefangengehalten. Walter und Jesse losen aus, wer ihn ermorden soll, Walter bringt dies jedoch zunächst nicht übers Herz. Als Walter erkennt, dass er ihn nicht freilassen kann, ohne aus Rache getötet zu werden, stranguliert er ihn.

#### Jack Welker
„Onkel“ Jack Welker (Michael Bowen) ist der Onkel von Todd und Anführer einer Verbrecherbande, die Nazi-Symbolik verwendet und in Walters Auftrag im Gefängnis einsitzende Mitwisser ermordet und auch für Andere als Auftragskiller arbeitet. Zunächst erweisen sich Jack und seine Gefolgsleute gegenüber Walter als kooperativ, später zeigt sich jedoch, dass sie ihn nicht als Autorität ansehen: Trotz Walters gegenteiliger Aufforderung begeben sie sich in die Wüste, wo er von Hank und Steve festgenommen wurde, und eröffnen das Feuer auf die beiden. Steve wird sofort getötet; der schwerverletzte und wehrlose Hank dagegen wird erst anschließend von Jack erschossen, obwohl Walter diesen anfleht, ihn zu laufenzulassen. Von da an ist Walter Jack gegenüber feindlich gesinnt und übt am Ende Rache, indem er alle Bandenmitglieder erschießt.

#### Kenny
Kenny (Kevin Rankin) ist ein hochrangiges Mitglied von Jacks Gang und agiert als dessen rechte Hand. Er ist in der Gruppe für die Technik zuständig und benutzt als Waffe unter anderem eine AA-12 Selbstladeschrotflinte. Er stirbt durch Walters Selbstschussanlage in der letzten Folge.

### Jesses Freunde und Familie

#### Andrea Cantillo

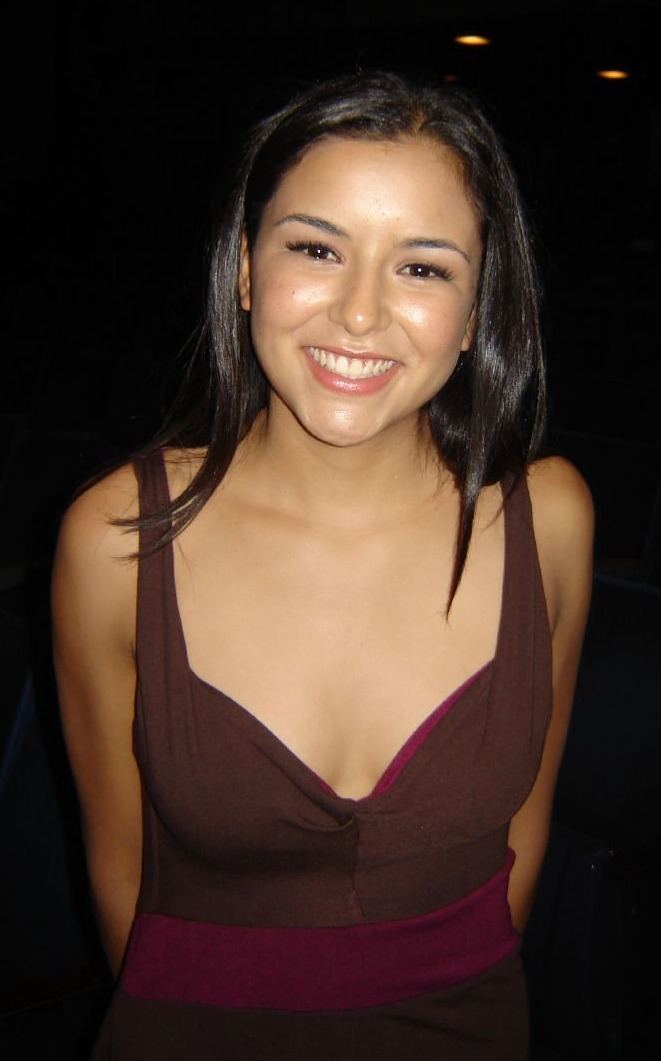
Emily Rios (2006)

Andrea Cantillo (Emily Rios) ist eine junge Frau, die Jesse bei einer Narcotics-Anonymous-Sitzung kennenlernt, wo er eigentlich Drogen verkaufen wollte. Nachdem er erfährt, dass sie alleinerziehende Mutter ist, lässt er von diesem Plan ab. Obwohl sich herausstellt, dass sie die Schwester von Tomás Cantillo, dem Mörder seines Freundes Combo ist, haben die beiden später eine Beziehung, welche Jesse jedoch beendet, weil er sich vor dem Moment fürchtet, in dem er ihr seine illegalen Aktivitäten beichten muss. Andrea wird im Serienfinale vor Jesses Augen von Todd erschossen, aber ihr Sohn Brock am Leben gelassen, um Jesses Widerstand zu brechen, weiter Methamphetamin für die Gang zu kochen.

#### Brock Cantillo
Brock Cantillo (Ian Posada) ist Andreas eher schüchterner Sohn. Er wird gegen Ende der vierten Staffel im Konflikt zwischen Walter, Gustavo und Jesse von Walter mit Maiglöckchen vergiftet, überlebt dies jedoch.

#### Jane Margolis

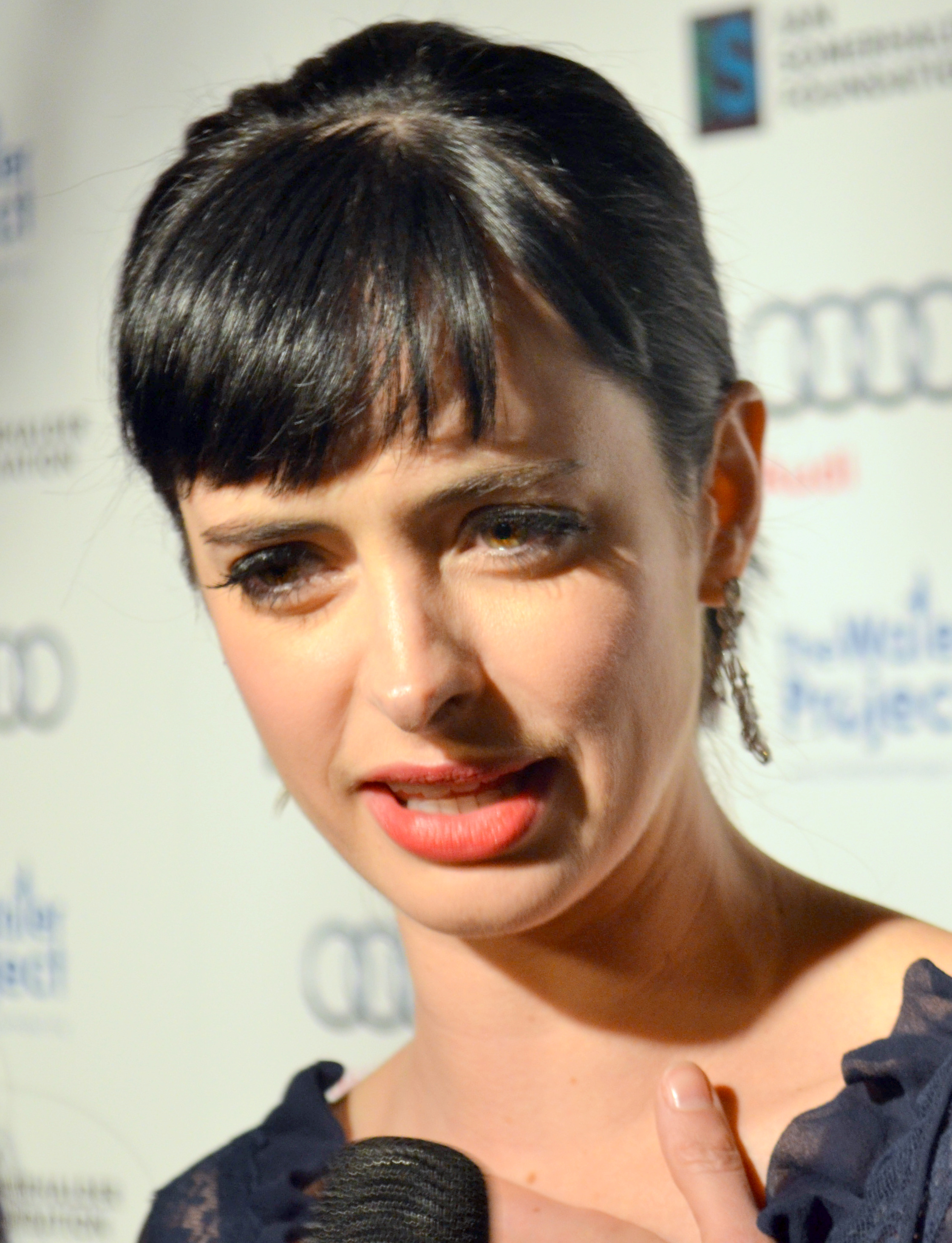
Krysten Ritter (2011)

Jane Margolis (Krysten Ritter) ist die Tochter von Donald Margolis und die Vermieterin sowie zeitweilige Freundin von Jesse. Sie erpresst Walter, nachdem jener Jesse seinen Anteil vorenthalten hat, weil dieser durch seinen Drogenkonsum die gemeinsame Produktion von Methamphetamin gefährdete. Nachdem sie mit ihm zusammen Heroin konsumiert hat, erbricht sie im Schlaf und erstickt daran, was von Walter beobachtet wird, der jedoch nichts dagegen unternimmt.

#### Badger
Brandon „Badger“ Mayhew (Matt L. Jones) ist ein Freund von Jesse, für den er gemeinsam mit Combo und Skinny Pete Methamphetamin auf der Straße verkauft. Er wird von der Polizei erwischt und festgenommen, kommt jedoch durch einen von Saul ausgehandelten Deal mit dem Haftrichter wieder auf freien Fuß, indem er der Polizei anstelle seines wahren Lieferanten Heisenberg den an die Haft gewöhnten Jimmy In-'N-Out verrät, welcher 44 seiner 58 Lebensjahre im Gefängnis verbracht hat und für dessen Rolle als Sündenbock Walter und Jesse 80.000 US-Dollar an Saul zahlen. Am Ende arbeitet er zusammen mit Skinny Pete noch ein letztes Mal mit Walter zusammen, um Elliott und Gretchen einzuschüchtern.

#### Combo
Christian „Combo“ Ortega (Rodney Rush) ist ebenfalls ein Freund von Jesse, für den auch er Methamphetamin auf der Straße verkauft hat, bis er von Andreas Bruder Tomás Cantillo im Auftrag von zwei konkurrierenden Straßendealern erschossen wird. Combo hatte seinerseits Jesse das Wohnmobil besorgt, das Jesse und Walter als Labor gedient hatte. Bei seinen Ermittlungen stellte Hank eine Verbindung zwischen Jesse und Combo her.

#### „Skinny“ Pete
Auch Skinny Pete (Charles Baker) ist ein Freund von Jesse und verkauft für diesen Methamphetamin auf der Straße, bis sein Kollege Combo erschossen wird. Er saß eine Zeitlang zusammen mit Tuco Salamanca im Gefängnis und konnte deswegen den Kontakt zwischen ihm und Jesse herstellen. Beim Kauf der Transportboxen in einem Musikgeschäft demonstriert er, dass er sehr gut Klavier spielen kann.

#### Adam & Diane Pinkman
Adam Pinkman (Michael Bofshever) und Diane Pinkman (Tess Harper) sind die Eltern von Jesse und Jake Pinkman.

#### Jake Pinkman
Jake Pinkman (Ben Petry) ist Jesses jüngerer, hochbegabter Bruder, auf den ihre Eltern große Stücke halten. Um ihn zu schützen, nimmt Jesse die Schuld auf sich, als die Haushälterin einen Joint findet, der Jake gehört.

#### Wendy
Wendy (Julia Minesci) ist eine von Methamphetamin abhängige Straßenprostituierte, die Jesse bei mehreren Gelegenheiten behilflich war.

### Mitarbeiter und Geschäftspartner von Saul Goodman

#### Huell Babineaux

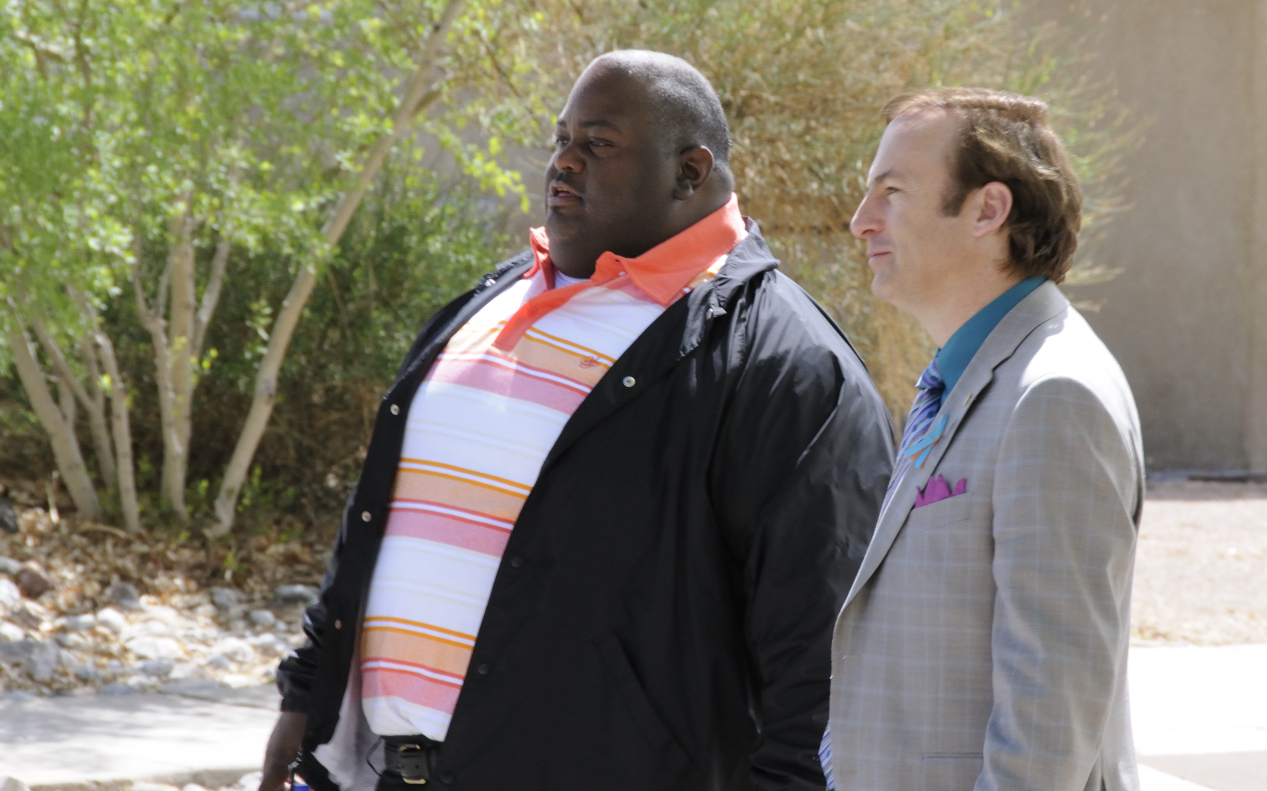
Links Lavell Crawford (2011)

Huell Babineaux (Lavell Crawford) ist Sauls schwergewichtiger Leibwächter und Handlanger, dessen Fähigkeiten als Taschendieb zweimal an Jesse demonstriert werden. Huell holt Walters 80 Millionen Dollar auf Walters Weisung aus dem Lagerversteck. Später benutzt Hank Huell für einen Trick, mit dem Walter Hank und Gomez zu seinem neuen Geldversteck in der Wüste führt, ohne es zu merken. Später wird angedeutet, dass er deshalb nicht lange in Haft saß und in seine Heimat, nach New Orleans zurückkehren konnte.

#### Ed Galbraith

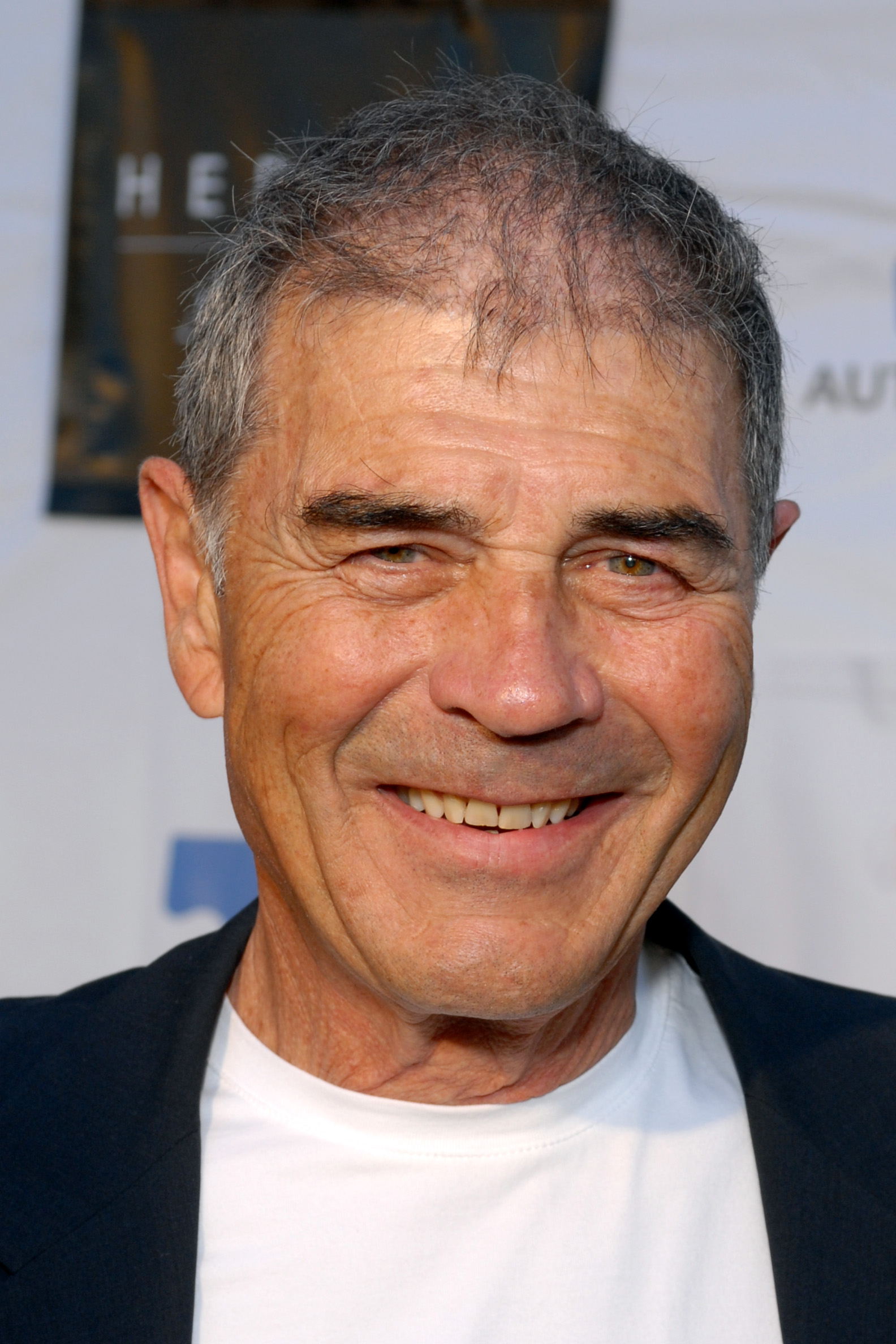
Robert Forster (2009)

Ed Galbraith (Robert Forster) ist eine Kontaktperson von Saul, die sich darauf spezialisiert hat, Flüchtige mit einer neuen Identität auszustatten und verschwinden zu lassen. Zur Tarnung betreibt er Best Quality Vacuum, ein Ladengeschäft mit Reparaturservice für Staubsauger. Für seine speziellen Dienste ist nach einem Staubfilter für einen Hoover Max Extract Pressure Pro Modell 60 zu fragen.

#### Francesca Liddy
Francesca Liddy (Tina Parker) ist die Sekretärin und Empfangsdame von Saul Goodman. Sie gab sich am Telefon im Auftrag von Walter als Polizistin aus, um Hank mit der Nachricht, Marie liege schwer verletzt im Krankenhaus, vom Schrottplatz zu locken, auf dem sich Walter und Jesse im Wohnmobil versteckt hielten. Auch wenn sie von den zwielichtigen Geschäften ihres Arbeitgebers nicht begeistert zu sein scheint, hilft sie ihm später dabei seine Spuren zu verwischen und unterzutauchen, wobei Saul ihr mehrmals Schweigegeld auszahlt. Nach Sauls Untertauchen arbeitet sie für eine Hausverwaltung und wird weiterhin beschattet.

#### Patrick Kuby
Patrick Kuby (Bill Burr) ist ein ehemaliger Polizist aus Boston und zusammen mit Huell Sauls Handlanger. Er half den Whites als falscher Umweltinspektor dabei, Bogdan seine Autowaschanlage für einen niedrigen Preis abkaufen zu können. Er und Huell zwingen Ted später dazu, seine Steuerschulden zu begleichen. Außerdem ist er Walter und Mike bei dem Raub des Methylamins aus dem Tankzug als Ablenkung behilflich.

#### James Kilkelly
James Kilkelly alias Jimmy In-'N-Out (Jimmy Daniels) ist ein Berufsverbrecher, der wegen unterschiedlicher Delikte 44 seiner 58 Lebensjahre in verschiedenen Haftanstalten verbracht hat und die Dienstleistung anbietet, für andere Leute gegen Bezahlung ins Gefängnis zu gehen. Um den Sündenbock zu spielen, der von Badger als angeblicher Heisenberg identifiziert wird, erhält er 30.000 US-Dollar von Walter und Jesse (weitere 50.000 US-Dollar gehen als „Vermittlungsgebühr“ an seinen Anwalt Saul Goodman).

### Andere Figuren

#### Hugo Archuleta
Hugo Archuleta (Pierre Barrera) war Hausmeister in Walter Whites Highschool, bis aufgrund seiner Vorstrafen der Verdacht auf ihn fällt, Laborausrüstung, die eigentlich Walt entwendet hatte, gestohlen zu haben, woraufhin bei einer Durchsuchung Marihuana in seinem Auto gefunden wird.

#### Ted Beneke
Theodore „Ted“ Beneke (Christopher Cousins) ist der geschäftsführende Eigentümer von Beneke Fabricators, einem Hersteller von Baumaterial, bei dem Skyler White als Buchhalterin gearbeitet hat. Er hat kurzzeitig mit Skyler eine Affäre. Nachdem er sich weigert, seine Steuerschulden zu begleichen, versucht Skyler ihn mit Huell und Kuby dazu zu zwingen. Als die beiden es geschafft haben, dass Ted einen Scheck unterschreibt, versucht er zu fliehen und stolpert über eine Teppichfalte, wobei er sich den Hals bricht, aber überlebt. Es wird erwähnt, dass er möglicherweise für immer querschnittsgelähmt bleiben wird. Über sein weiteres Schicksal wird in der Serie nicht mehr gesprochen.

#### Clovis
Clovis (Tom Kiesche) ist Badgers Cousin, der einen Abschleppdienst sowie eine Autowerkstatt betreibt.

#### Louis Corbett
Louis Corbett (Kyle Swimmer in Staffel 1, Caleb Landry Jones ab Staffel 2) ist ein Schulkamerad von Walter Jr., der ihm dabei behilflich war, den PayPal-Account für die Spenden auf der Website aufzusetzen.

#### Dr. Delcavoli
Dr. Delcavoli (David House) ist Walter Whites Arzt und einer der zehn besten Onkologen des Landes.

#### Gruppenleiter
Der Gruppenleiter (Jere Burns) leitet die Narcotics-Anonymous-Gruppe, zu der auch Jesse vorübergehend ging. Im Alkoholrausch hatte er einst versehentlich seine eigene Tochter überfahren.

#### Old Joe
Old Joe (Larry Hankin) ist der Besitzer eines Schrottplatzes. Er hilft Walter und Jesse dabei, das Wohnmobil, in dem sie zuvor Methamphetamin gekocht haben und auf das die Polizei aufmerksam geworden ist, verschwinden zu lassen. Zudem hält er Jesse und Walter Hank vom Hals, welcher von Jesse geradewegs auf den Schrottplatz geführt wurde. Später verkauft er ihnen den Elektromagneten sowie 42 Autobatterien und den Transporter, womit Gustavo Frings Laptop in der Asservatenkammer zerstört wird. Zuletzt baut er Walter und Jesse auch Teile ihres mobilen Labors.

#### Lawson

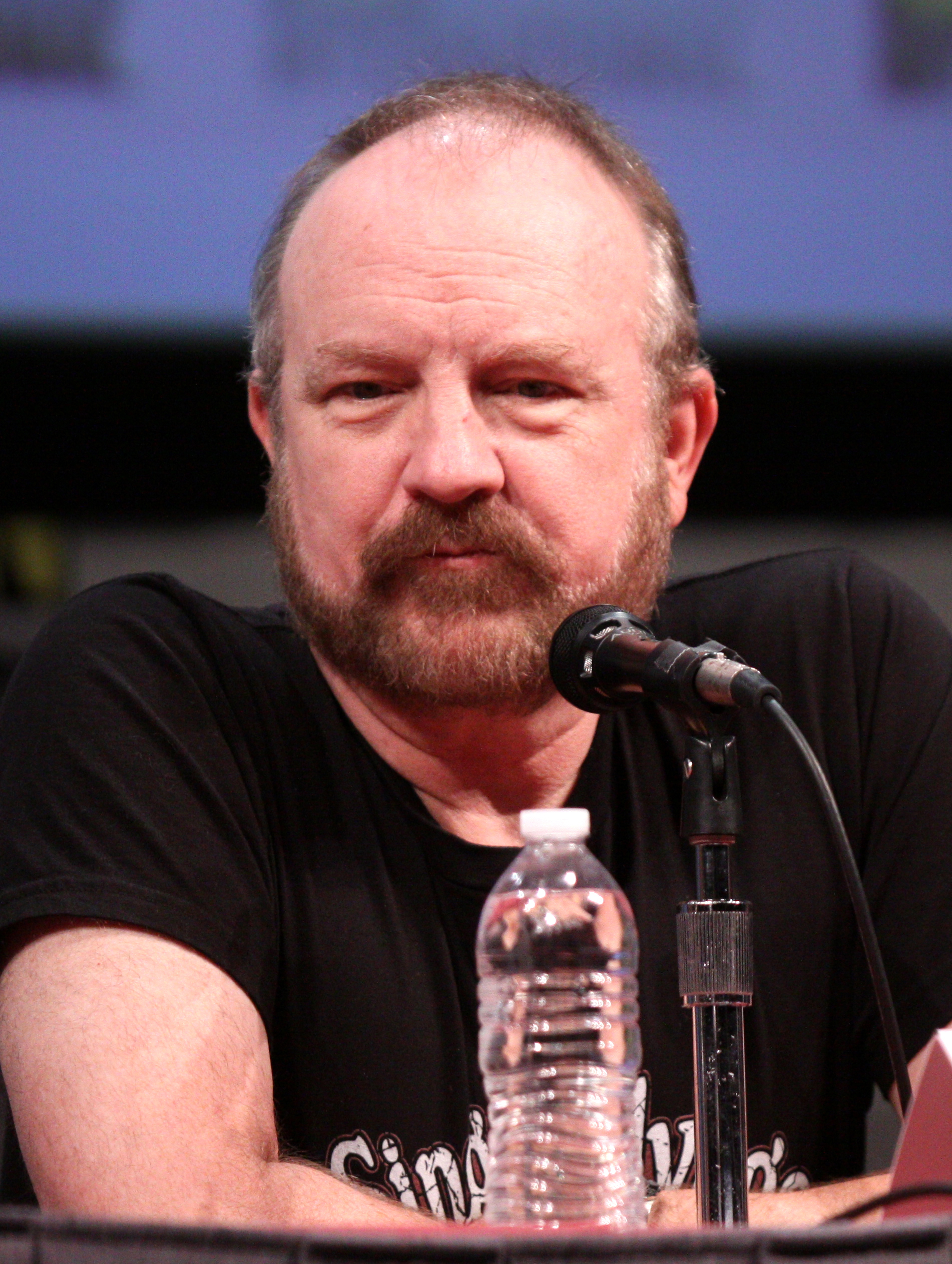
Jim Beaver (2011)

Lawson (Jim Beaver) ist ein Waffenhändler, bei dem Walter seine Ruger LCR mit abgefeilter Seriennummer und später ein M60 erwirbt.

#### Donald Margolis

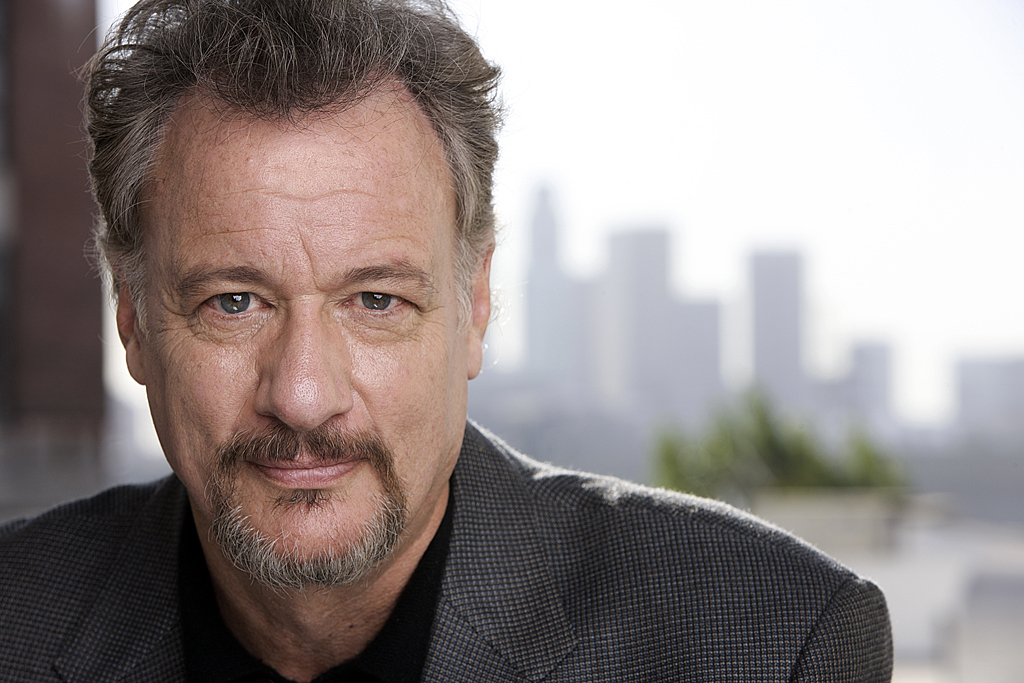
John de Lancie (2012)

Donald Margolis (John de Lancie) ist Janes Vater, den Walter zufällig in einer Kneipe kennenlernt. Nach ihrem Tod ist er verzweifelt und begeht bei seiner Arbeit als Fluglotse einen fatalen Fehler, durch den zwei Flugzeuge kollidieren, wodurch 167 Menschen ihr Leben verlieren. Das letzte, was Walt von ihm hört, ist, dass er wegen einer Schusswunde, die er sich selbst zugefügt hat, ins Krankenhaus gebracht wird.

#### Carmen Molina
Carmen Molina (Carmen Serano) ist die stellvertretende Schulleiterin an der Schule, in der Walt als Chemielehrer gearbeitet hat. Als sie Walt wegen seiner zunehmend schlechter werdenden Leistungen zur Rede stellt, versucht er sie zu küssen. Da er kurz zuvor von Skylers Affäre mit Ted erfahren hat, hat er in seinem verwirrten Zustand wohl mehr einen Racheakt im Sinn. Carmen feuert ihn daraufhin.

#### Pamela
Pamela (Julie Dretzin) ist Skylers Scheidungsanwältin.

#### Gretchen und Elliot Schwartz
Gretchen (Jessica Hecht) war Walts Chemieassistentin am College und gleichzeitig mit ihm liiert. Er und Elliot Schwartz (Adam Godley) waren die Mitbegründer des Unternehmens Gray Matter Technologies. Nachdem Walt Gretchen ohne Begründung verlassen hatte und sich seine Anteile an der zum damaligen Zeitpunkt noch kleinen Firma hatte auszahlen lassen, heiratete Gretchen Walters Studienfreund Elliot, woraufhin die beiden das Unternehmen, das auf Walters Forschungsergebnissen basierte, zu einem Unternehmen im Wert von über 2 Milliarden US-Dollar aufbauten. Walter benutzt die beiden am Ende, um seiner Familie sein restliches Geld zukommen zu lassen.

#### Drew Sharp
Drew Sharp (Samuel Webb) ist ein Junge, der bei seiner Fahrt mit dem Motorrad in der Wüste, um Vogelspinnen zu fangen, zufällig Zeuge eines Methylamin-Diebstahls aus einem Tankzug wird. Deshalb wird er von Todd erschossen.

#### „Spooge“
Spooge (David Ury) ist ein Drogenabhängiger, der Methamphetamin von Skinny Pete gestohlen hat und später in Anwesenheit von Jesse von seiner ebenfalls drogenabhängigen Freundin im Rausch getötet wird, indem sie, nachdem sie wiederholt von ihm beleidigt wurde, den gestohlenen und schräg angelehnten Geldautomaten anstößt, wodurch dieser seinen Kopf zerquetscht.

#### Holly White
Holly White (Staffel 4: Haven Tomlin, Staffel 5: Elanor Anne Wenrich und Moira Bryg MacDonald) ist Walters und Skylers Tochter, die in der zweiten Staffel geboren wird. In der fünften Staffel entführt Walter sie vorübergehend, als die anderen Familienmitglieder sich endgültig gegen ihn wenden.

#### Bogdan Wolynetz
Bogdan Wolynetz (Marius Stan) ist Walts Arbeitgeber in der A1A-Autowaschanlage. Später kaufen Walter und Skyler ihm die Anlage ab und betreiben sie selbst, um sie zur Geldwäsche von Walters Drogengeld zu nutzen.

## Quelle
- Offizielle Website